# Magyarország bazídiumosgomba-fajainak listája
Ez a Magyarországon bizonyítottan előforduló bazídiumos nagygombák rendszertani listája. A *-gal jelölt fajok a 13/2001. (V. 9.) KöM rendelet szerint védettek.
A magyarországi nagygombafajok ábécésorrend szerinti listáját lásd itt: Magyarország nagygombafajainak listája.

## Bazídiumos gombáktörzse(Basidiomycota)

### Osztály:Agaricomycetes(osztatlan bazídiumú gombák)

#### Alosztály:Agaricomycetidae

##### Rend:Agaricales(kalaposgombák)

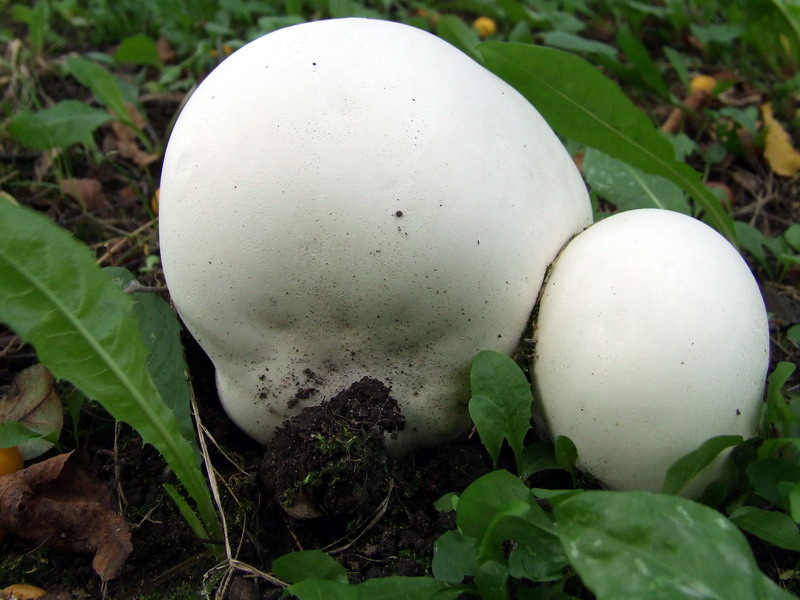
Óriás pöfeteg

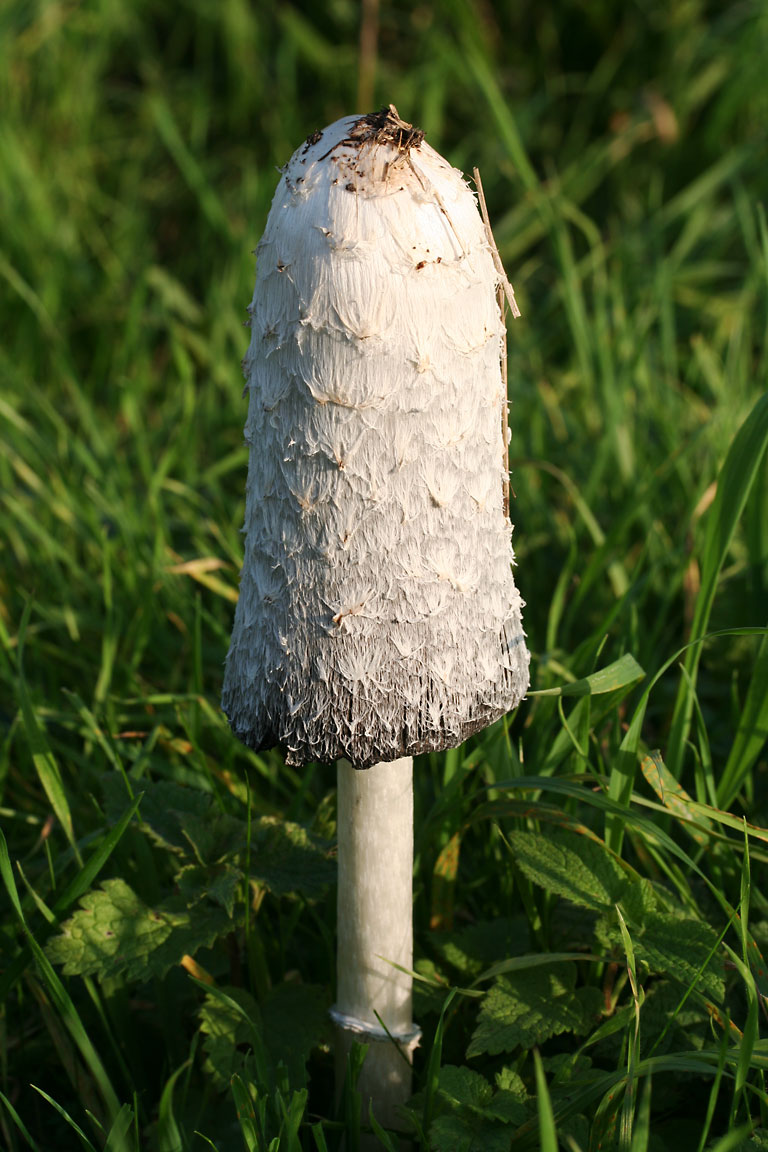
Gyapjas tintagomba

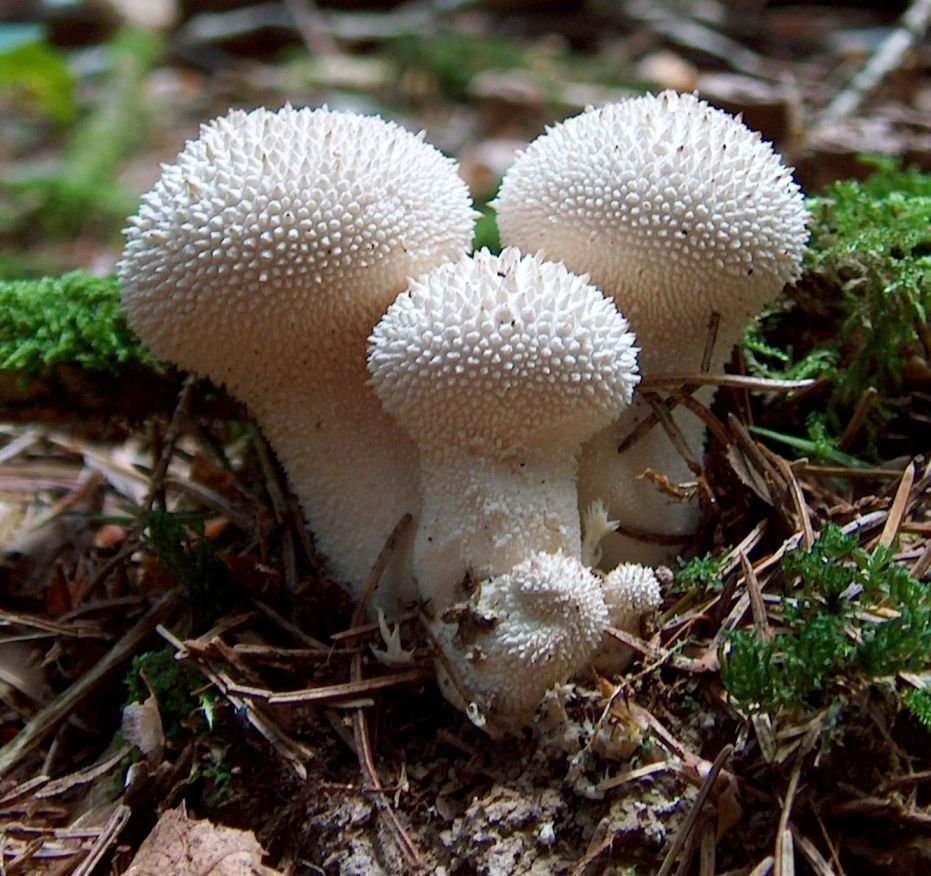
Bimbós pöfeteg

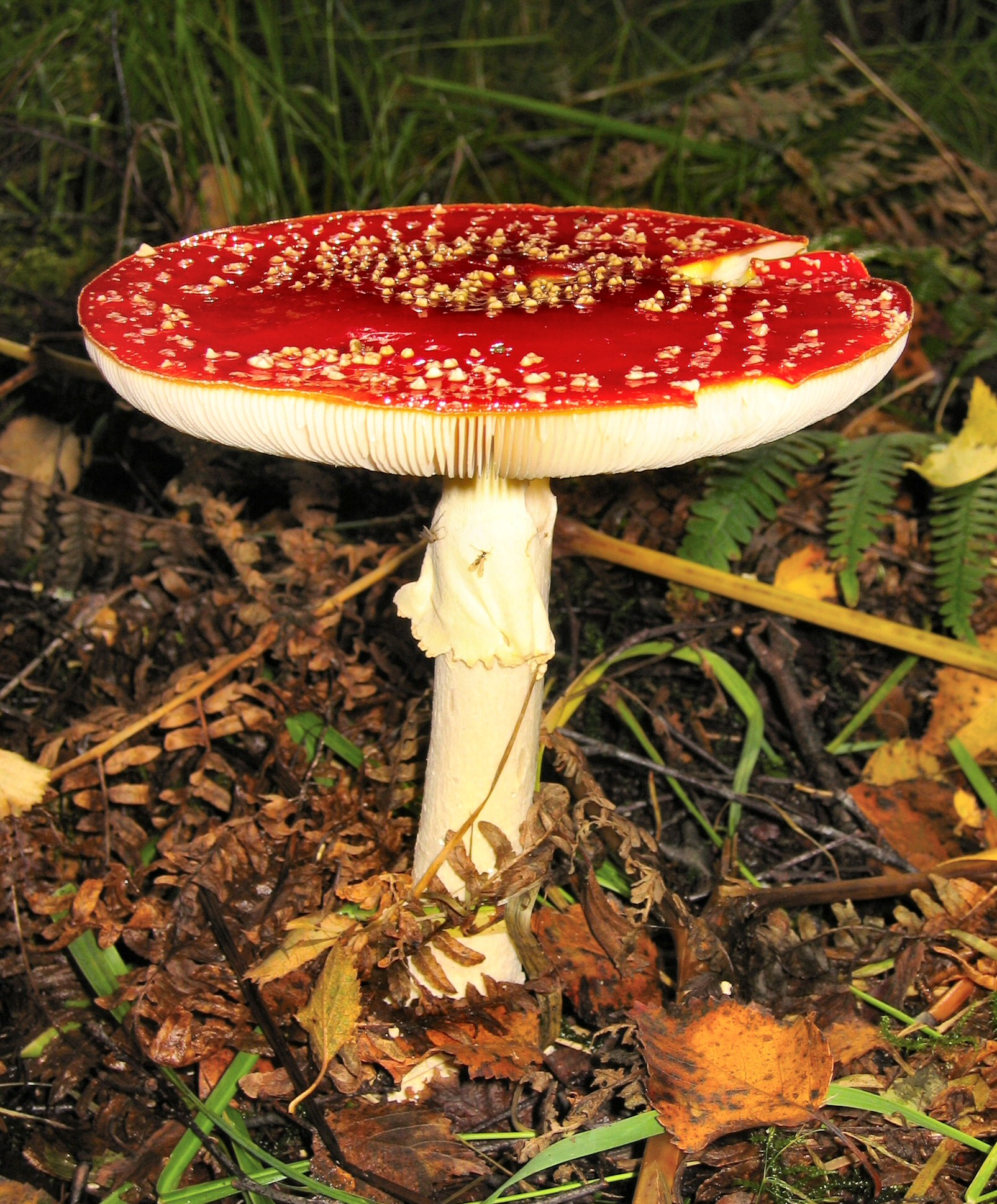
Légyölő galóca

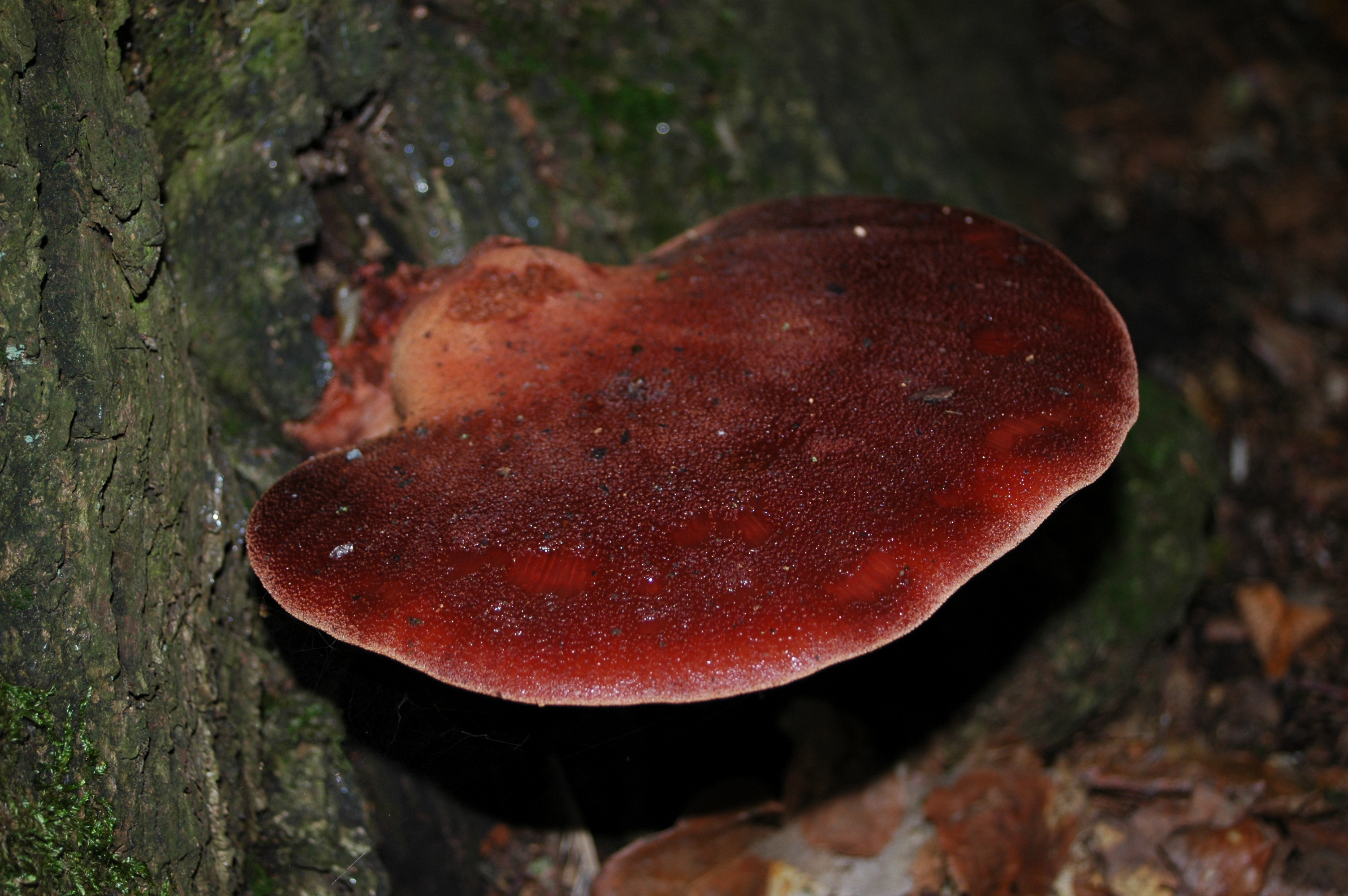
Májgomba

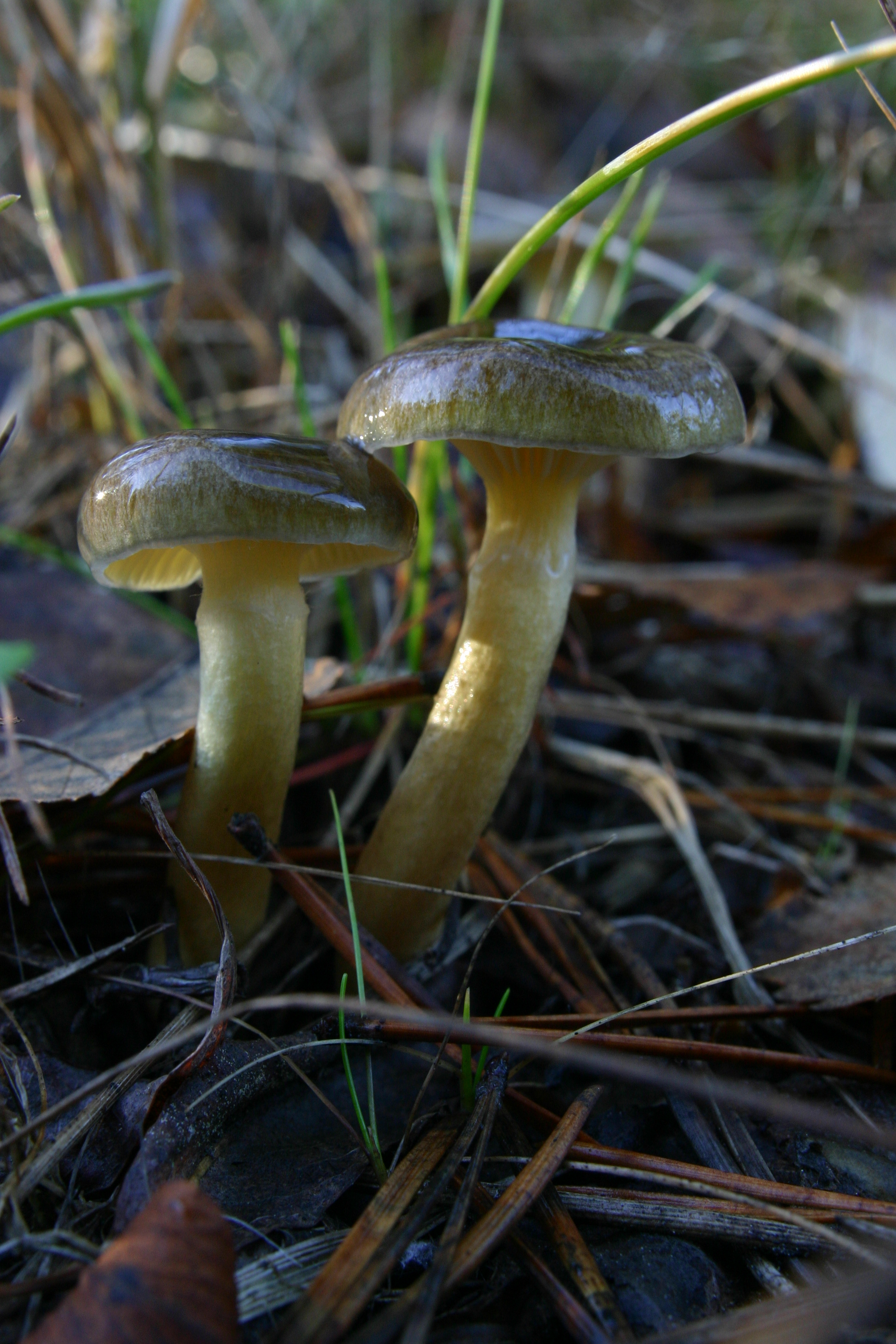
Fagyálló csigagomba

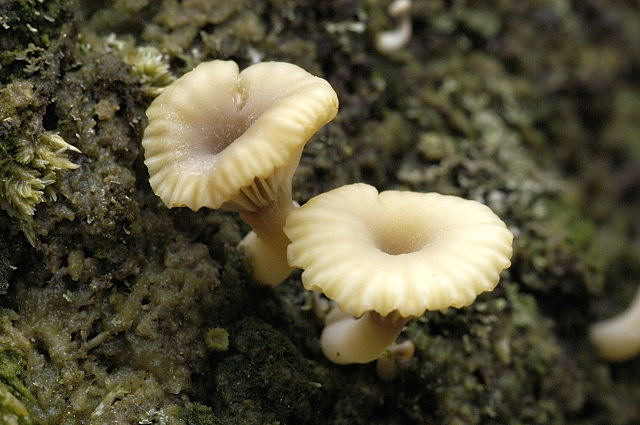
Ráncos békagomba

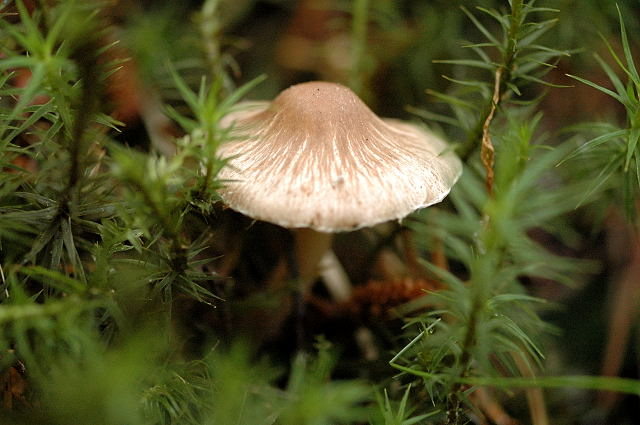
Csillagspórás susulyka

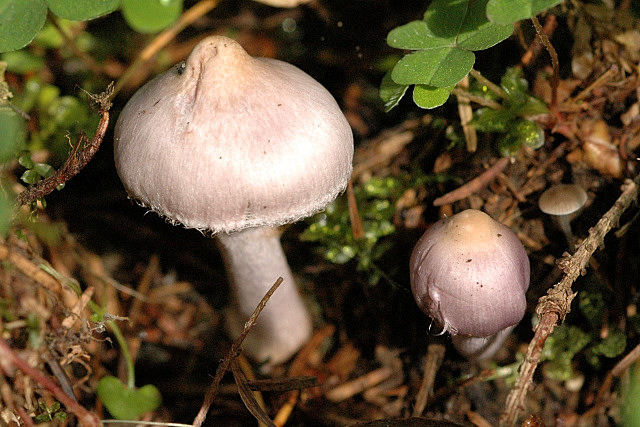
Selymes susulyka

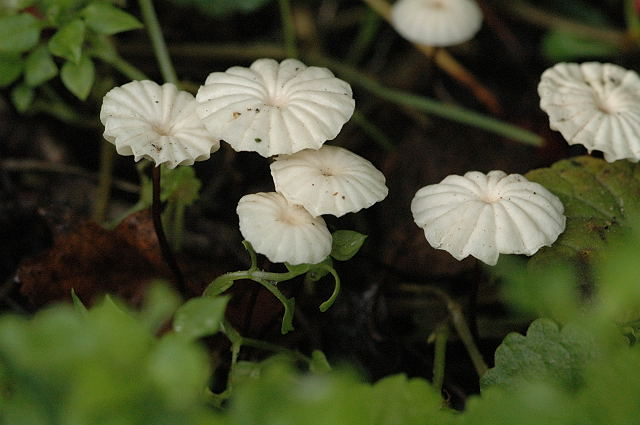
Nyakörves szegfűgomba

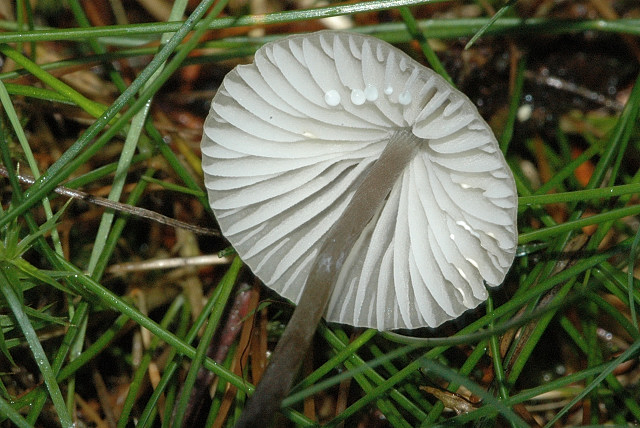
Fehértejű kígyógomba

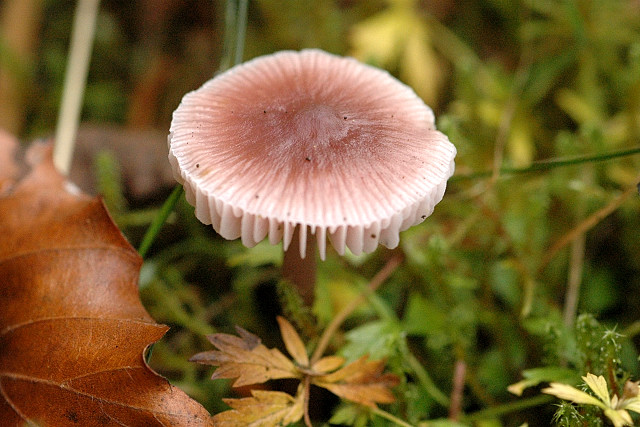
Retekszagú kígyógomba

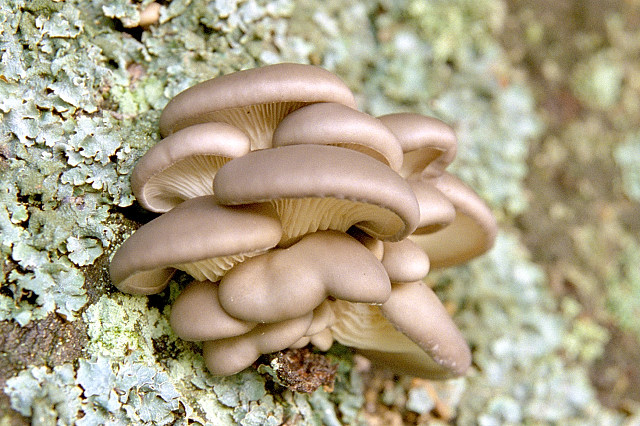
Késői laskagomba

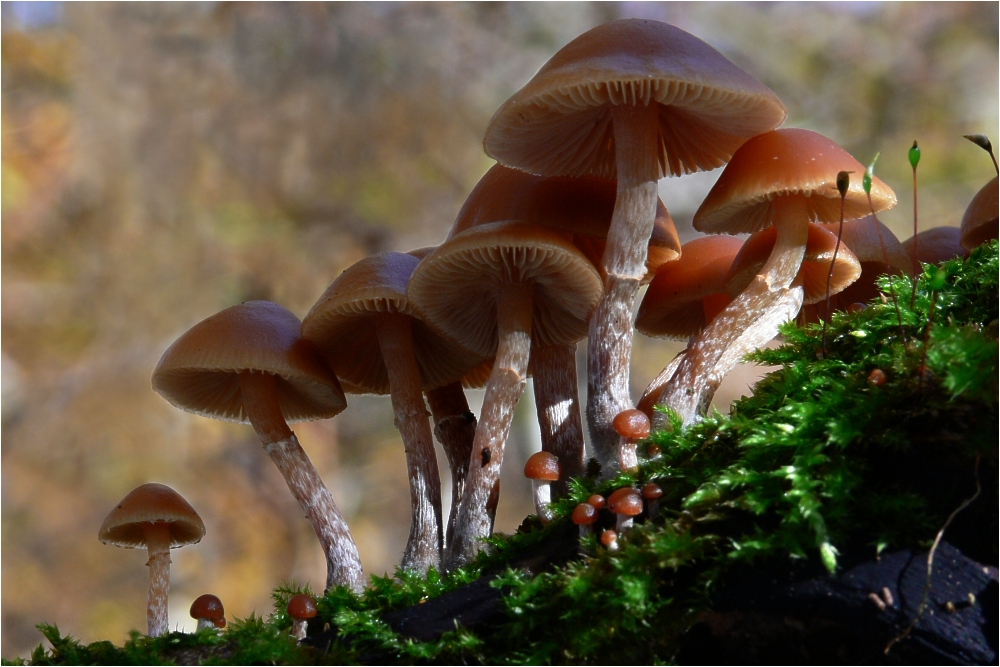
Fenyves-turjángomba

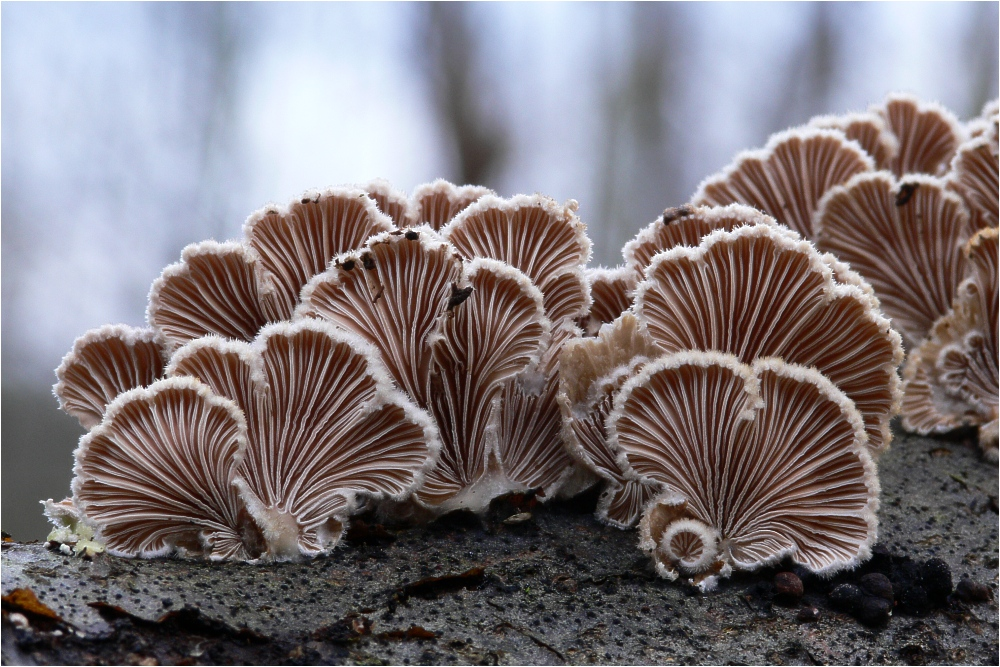
Hasadtlemezű gomba

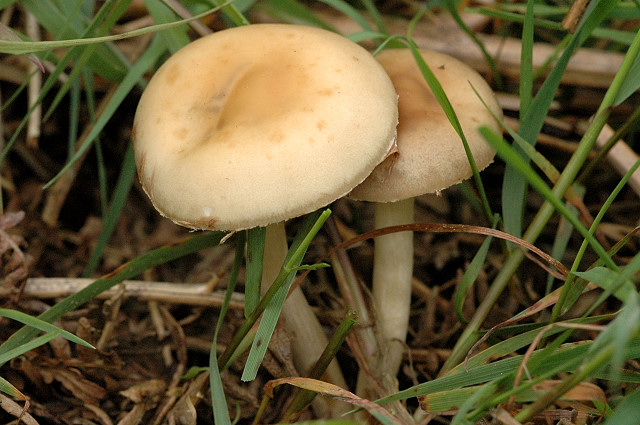
Tavaszi rétgomba

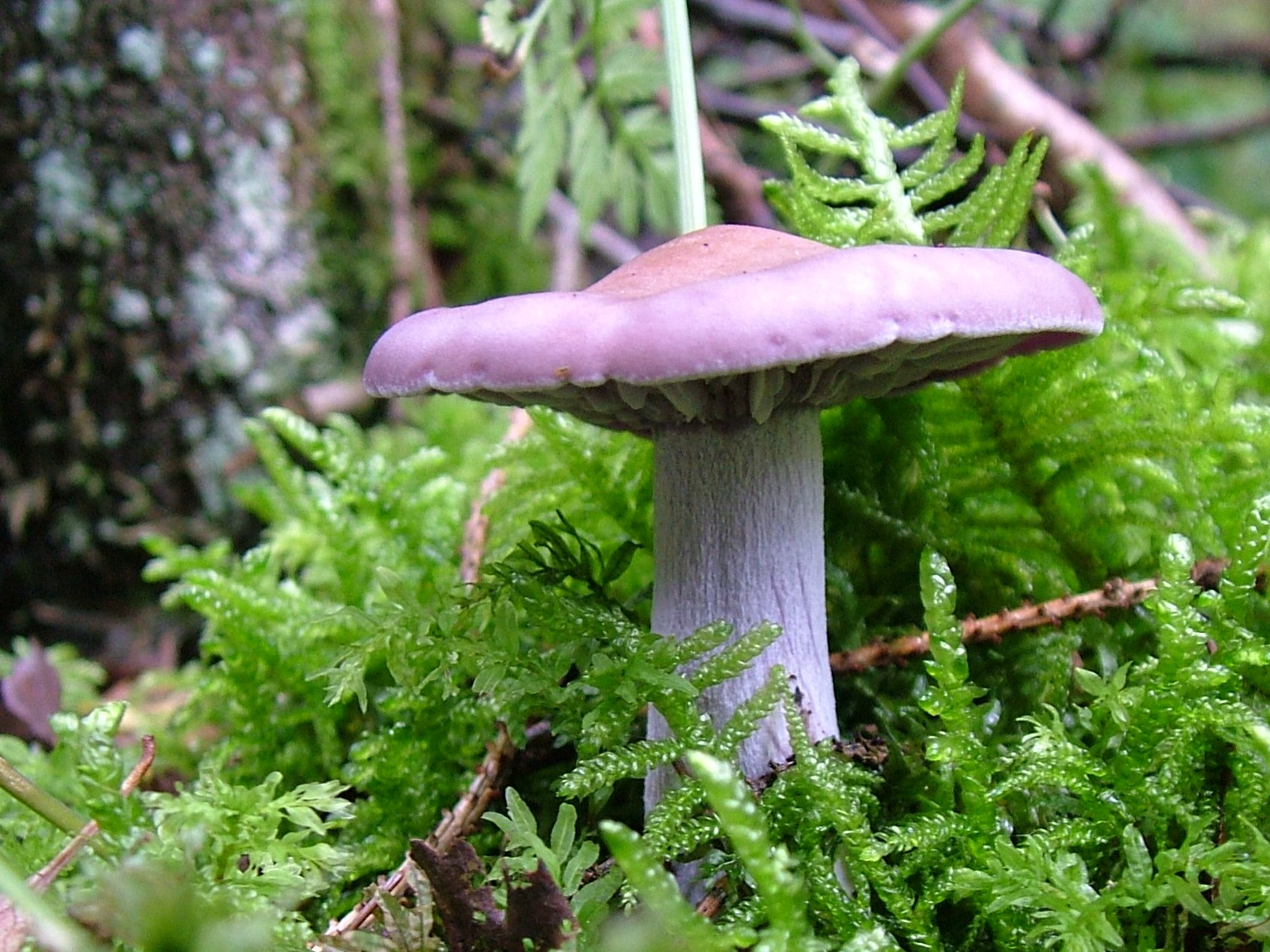
Lila pereszke

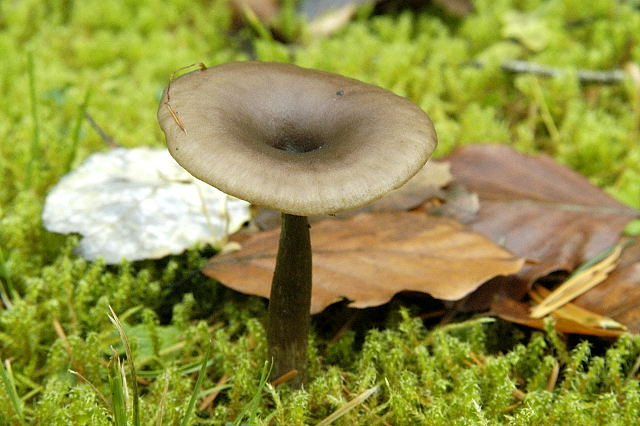
Kávébarna áltölcsérgomba

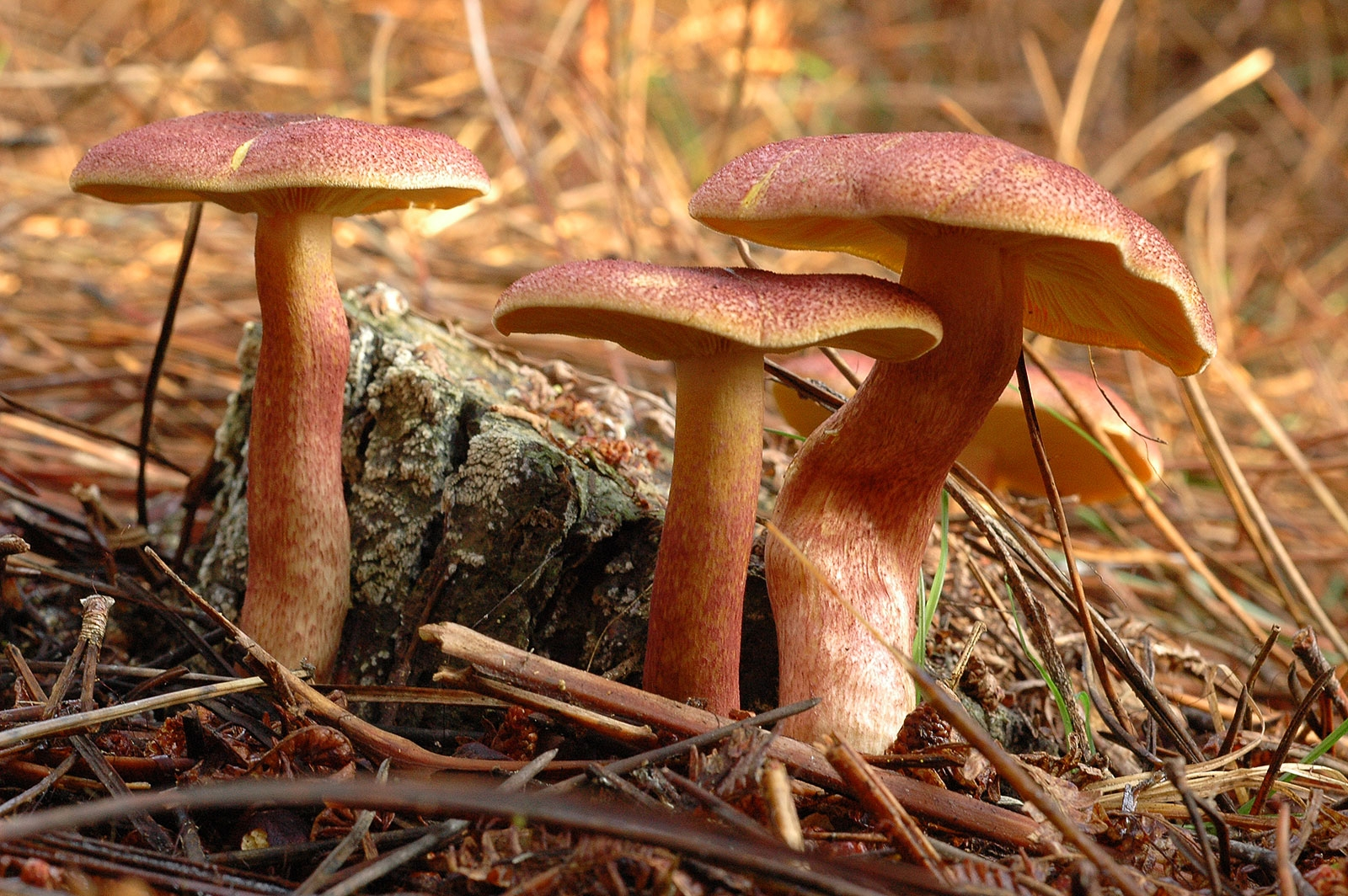
Bársonyos fapereszke

- Család: Agaricaceae (csiperkefélék)
  - Erdőszéli csiperke (Agaricus arvensis)
  - Óriás csiperke (Agaricus augustus)
  - Ligeti csiperke (Agaricus benesii)
  - Sziki csiperke (Agaricus bernardii)
  - Kétspórás csiperke (Agaricus bisporus)
  - Ízletes csiperke (Agaricus bitorquis)
  - Akáccsiperke (Agaricus bresadolanus)
  - Lilásvörös csiperke (Agaricus brunneolus)
  - Mezei csiperke (Agaricus campestris)
  - Fehérpikkelyes csiperke (Agaricus chionodermus)
  - Nagyspórás csiperke (Agaricus crocodilinus)
  - Apró csiperke (Agaricus dulcidulus)
  - Gumós csiperke (Agaricus essettei)
  - Bocskoros csiperke (Agaricus gennadii)
  - Kárminhúsú csiperke (Agaricus langei)
  - Szekszárdi csiperke (Agaricus litoralis)
  - Tintaszagú csiperke (Agaricus moelleri)
  - Fenolszagú csiperke (Agaricus pilatianus)
  - Homoki csiperke (Agaricus pseudopratensis)
  - Apró csiperke (Agaricus semotus)
  - Erdei csiperke (Agaricus sylvaticus)
  - Karcsú csiperke (Agaricus silvicola)
  - Komposztcsiperke (Agaricus vaporarius)
  - Karbolszagú csiperke (Agaricus xanthodermus)
  - Álszömörcsög* (Battarrea phalloides)
  - Feketedő pöfeteg (Bovista nigrescens)
  - Szürke pöfeteg (Bovista plumbea)
  - Foltos pöfeteg (Calvatia candida)
  - Óriáspöfeteg (Calvatia gigantea)
  - Foltosodó őzlábgomba (Chamaemyces fracidus)
  - Lemezes pöfeteg* (Chlorophyllum agaricoides)
  - Kerti őzlábgomba (Chlorophyllum brunneum)
  - Piruló őzlábgomba (Chlorophyllum rhacodes)
  - Gyapjas tintagomba (Coprinus comatus)
  - Bocskoros tintagomba (Coprinus sterquilinus)
  - Szürkés pohárgomba (Cyathus olla)
  - Karcsú pohárgomba (Cyathus stercoreus)
  - Csíkos pohárgomba (Cyathus striatus)
  - Sárga szemcsésgomba (Cystoderma amianthinum)
  - Erősszagú szemcsésgomba (Cystoderma carcharias)
  - Rozsdás szemcsésgomba (Cystodermella granulosa)
  - Réti pikkelyespereszke (Floccularia luteovirens)
  - Akác pikkelyespereszke (Floccularia rickenii)
  - Tüskés őzlábgomba (Lepiota aspera)
  - Húsbarnás őzlábgomba (Lepiota brunneoincarnata)
  - Barnatüskés őzlábgomba (Lepiota calcicola)
  - Gesztenye-őzlábgomba (Lepiota castanea)
  - Gyapjas őzlábgomba (Lepiota clypeolaria)
  - Büdös őzlábgomba (Lepiota cristata)
  - Fehér őzlábgomba (Lepiota erminea)
  - Olajszürke őzlábgomba (Lepiota forquignonii)
  - Tűzszínű őzlábgomba (Lepiota ignicolor)
  - Vöröslábú őzlábgomba (Lepiota ignivolvata)
  - Sárgáspelyhű őzlábgomba (Lepiota magnispora)
  - Okkerbarna őzlábgomba (Lepiota ochraceofulva)
  - Sima őzlábgomba (Lepiota oreadiformis)
  - Rózsástönkű őzlábgomba (Lepiota pseudolilacea)
  - Gyökeres tarlógomba (Leucoagaricus barssii)
  - Szürkekalapú tarlógomba (Leucoagaricus cinerascens)
  - Fehér tarlógomba (Leucoagaricus leucothites)
  - Fakó tarlógomba (Leucoagaricus serenus)
  - Feketedő bordás-őzlábgomba (Leucocoprinus badhamii)
  - Sárga bordásőzlábgomba (Leucocoprinus birnbaumii)
  - Tüskés pöfeteg (Lycoperdon echinatum)
  - Változékony pöfeteg (Lycoperdon excipuliforme)
  - Barnás pöfeteg (Lycoperdon molle)
  - Bimbós pöfeteg (Lycoperdon perlatum)
  - Körtepöfeteg (Lycoperdon pyriforme)
  - Üstökös pöfeteg (Lycoperdon umbrinum)
  - Pikkelyes pöfeteg (Lycoperdon utriforme)
  - Barnagyűrűs nagyőzlábgomba (Macrolepiota konradii)
  - Karcsú őzlábgomba (Macrolepiota mastoidea)
  - Sötéthúsú őzlábgomba (Macrolepiota permixta)
  - Nagy őzlábgomba (Macrolepiota procera)
  - Mérgező nagyőzlábgomba (Macrolepiota venenata)
  - Homoki kalapospöfeteg (Montagnea radiosa)
  - Hasadt pöfeteg (Mycenastrum corium)
  - Fészekgomba (Nidularia deformis)
  - Szemcsés aranygomba (Phaeolepiota aurea)
  - Világostönkű nyelespöfeteg (Tulostoma kotlabae)
  - Sima nyelespöfeteg (Tulostoma pulchellum)
  - Szálkás nyelespöfeteg (Tulostoma squamosum)
  - Bocskoros nyelespöfeteg* (Tulostoma volvulatum)
  - Szélesszájú pöfeteg (Vascellum pratense)
- Család: Amanitaceae (galócafélék)
  - Fehér selyemgomba (Amanita alba)
  - Sárgásbarna selyemgomba (Amanita battarrae)
  - Császárgalóca (Amanita caesarea)
  - Óriás selyemgomba (Amanita ceciliae)
  - Citromgalóca (Amanita citrina)
  - Narancsszínű selyemgomba (Amanita crocea)
  - Tüskés galóca (Amanita echinocephala)
  - Fésűsperemű galóca (Amanita eliae)
  - Rőt selyemgomba (Amanita fulva)
  - Sárga galóca (Amanita gemmata)
  - Fakóselymes galóca (Amanita lividopallescens)
  - Ezüstfehér selyemgomba (Amanita mairei)
  - Légyölő galóca (Amanita muscaria)
  - Vastagburkú galóca (Amanita pachyvolvata)
  - Párducgalóca (Amanita pantherina)
  - Gyilkos galóca (Amanita phalloides)
  - Bíbor galóca (Amanita porphyria)
  - Barna galóca (Amanita regalis)
  - Piruló galóca (Amanita rubescens)
  - Szürke galóca (Amanita spissa)
  - Cafrangos galóca (Amanita strobiliformis)
  - Szürke selyemgomba (Amanita vaginata)
  - Fehér galóca (Amanita verna)
  - Hegyeskalapú galóca (Amanita virosa)
  - Őzlábgalóca* (Amanita vittadinii)
  - Izzadó nyálkásgalóca (Limacella guttata)
- Család: Bolbitiaceae (kérészgombafélék)
  - Lilás kérészgomba (Bolbitius reticulatus)
  - Tejfehér haranggomba (Conocybe apala)
  - Vörösesbarna haranggomba (Conocybe arrhenii)
  - Kétspórás haranggomba (Conocybe blattaria)
  - Pusztai álkérészgomba (Conocybe deliquescens)
- Család: Clavariaceae (palánkagombafélék)
  - Fehér bunkógomba (Clavaria falcata)
  - Mohakorallgomba (Clavulinopsis corniculata)
  - Sáfrány-gyepkorallgomba (Clavulinopsis helvola)
  - Tömzsi korallgomba (Ramariopsis kunzei)
- Család: Cortinariaceae (pókhálósgombafélék)
  - Lilásfehér pókhálósgomba (Cortinarius alboviolaceus)
  - Büdös pókhálósgomba (Cortinarius amoenolens)
  - Borzas pókhálósgomba (Cortinarius angelesianus)
  - Lilás pókhálósgomba (Cortinarius anomalus)
  - Barackszínű pókhálósgomba (Cortinarius armeniacus)
  - Vörösövű pókhálósgomba (Cortinarius armillatus)
  - Díszes pókhálósgomba (Cortinarius aurantioturbinatus)
  - Vöröspikkelyes pókhálósgomba (Cortinarius bolaris)
  - Sötétbarna pókhálósgomba (Cortinarius brunneus)
  - Vöröslábú pókhálósgomba (Cortinarius bulliardii)
  - Kék pókhálósgomba (Cortinarius caerulescens)
  - Erősszagú pókhálósgomba (Cortinarius camphoratus)
  - Gyűrűs ráncosgomba (Cortinarius caperatus)
  - Szemcséskalapú pókhálósgomba (Cortinarius cephalixus)
  - Fahéjbarna pókhálósgomba (Cortinarius cinnamomeus)
  - Aprópikkelyes pókhálósgomba (Cortinarius cotoneus)
  - Sárgalemezű pókhálósgomba (Cortinarius croceus)
  - Kéklemezű pókhálósgomba (Cortinarius delibutus)
  - Fakólemezű pókhálósgomba (Cortinarius elotus)
  - Rőtsárga pókhálósgomba (Cortinarius fulmineus)
  - Aranysárga pókhálósgomba (Cortinarius gentilis)
  - Szálaskalapú pókhálósgomba (Cortinarius glaucopus)
  - Pelyhes pókhálósgomba (Cortinarius hemitrichus)
  - Rozsdás pókhálósgomba (Cortinarius hinnuleus)
  - Hasadtkalapú pókhálósgomba (Cortinarius incisus)
  - Keserű pókhálósgomba (Cortinarius infractus)
  - Fahéjvörös pókhálósgomba (Cortinarius laniger)
  - Oroszlánsárga pókhálósgomba (Cortinarius limonius)
  - Ráncoskalapú pókhálósgomba (Cortinarius livido-ochraceus)
  - Narancsvörös pókhálósgomba (Cortinarius malicorius)
  - Fehértönkű pókhálósgomba (Cortinarius mucosus)
  - Fűrészeslemezű pókhálósgomba (Cortinarius multiformis)
  - Okkerlemezű pókhálósgomba (Cortinarius ochrophyllus)
  - Rókaszínű pókhálósgomba (Cortinarius orellanus)
  - Muskátlis pókhálósgomba (Cortinarius paleaceus)
  - Nyárfa-pókhálósgomba* (Cortinarius paracephalixus)
  - Erősillatú pókhálósgomba (Cortinarius parfumatus)
  - Aprógallérú pókhálósgomba (Cortinarius parvannulatus)
  - Fűszeresillatú pókhálósgomba (Cortinarius percomis)
  - Pikkelyesövű pókhálósgomba (Cortinarius pholideus)
  - Ibolyástönkű pókhálósgomba (Cortinarius porphyropus)
  - Óriás pókhálósgomba* (Cortinarius praestans)
  - Mogyorószínű pókhálósgomba (Cortinarius privignoides)
  - Mézillatú pókhálósgomba (Cortinarius pseudosalor)
  - Bíborlila pókhálósgomba (Cortinarius purpurascens)
  - Lángvörös pókhálósgomba (Cortinarius purpureus)
  - Zöldségillatú pókhálósgomba (Cortinarius rheubarbarinus)
  - Orsóstönkű pókhálósgomba (Cortinarius rigens)
  - Csúcsoskalapú pókhálósgomba (Cortinarius rubellus)
  - Ibolyavörös pókhálósgomba (Cortinarius rufo-olivaceus)
  - Ibolyáskék pókhálósgomba (Cortinarius salor)
  - Vérvörös pókhálósgomba (Cortinarius sanguineus)
  - Vöröslemezű pókhálósgomba (Cortinarius semisanguineus)
  - Nyáras pókhálósgomba (Cortinarius sertipes)
  - Lilatönkű pókhálósgomba (Cortinarius sodagnitus)
  - Okkersárga pókhálósgomba (Cortinarius splendens)
  - Szagos pókhálósgomba (Cortinarius torvus)
  - Hagymatönkű pókhálósgomba (Cortinarius traganus)
  - Övestönkű pókhálósgomba (Cortinarius triumphans)
  - Nyálkástönkű pókhálósgomba (Cortinarius trivialis)
  - Selymes pókhálósgomba (Cortinarius turmalis)
  - Rézvörös pókhálósgomba (Cortinarius uliginosus)
  - Vastaghúsú pókhálósgomba (Cortinarius variicolor)
  - Zsemlebarna pókhálósgomba (Cortinarius varius)
  - Díszestönkű pókhálósgomba (Cortinarius venustus)
  - Epeízű pókhálósgomba (Cortinarius vibratilis)
  - Sötétlila pókhálósgomba (Cortinarius violaceus)
  - Bocskoros pókhálósgomba (Cortinarius volvatus)
  - Okkervörös porcosgomba (Phaeocollybia christinae)
- Család: Cyphellaceae
- Család: Entolomataceae (döggombafélék)
  - Meddő döggomba (Entoloma abortivum)
  - Suta döggomba (Entoloma byssisedum)
  - Okkerlemezű döggomba (Entoloma cetratum)
  - Feketeközepű döggomba (Entoloma chalybeum var. lazulinum)
  - Tövisaljagomba (Entoloma clypeatum)
  - Keresztspórás döggomba (Entoloma conferendum)
  - Szürkéskék döggomba (Entoloma griseocyaneum)
  - Karcsútönkű döggomba (Entoloma hebes)
  - Törékeny döggomba (Entoloma hirtipes)
  - Barnászöld döggomba (Entoloma incanum)
  - Rózsáslemezű döggomba (Entoloma infula)
  - Sötétszürke döggomba (Entoloma melanochroum)
  - Acélkék döggomba (Entoloma nitidum)
  - Csíkoskalapú döggomba (Entoloma papillatum)
  - Illatos döggomba (Entoloma pleopodium)
  - Lilásbarna döggomba (Entoloma porphyrophaeum)
  - Lisztszagú döggomba (Entoloma prunuloides)
  - Zöldesszürke döggomba (Entoloma rhodopolium)
  - Rózsa-döggomba (Entoloma saepium)
  - Ezüstszürke döggomba (Entoloma saundersii)
  - Feketéskék döggomba (Entoloma serrulatum)
  - Nagy döggomba (Entoloma sinuatum)
  - Szaruszürke döggomba (Entoloma sordidulum)
  - Épszélű döggomba (Entoloma turbidum)
  - Tavaszi döggomba (Entoloma vernum)
  - Homoki álcölöpgomba (Rhodocybe caelata)
  - Fehér álcölöpgomba (Rhodocybe fallax)
  - Csalóka pereszke (Rhodocybe gemina)
  - Fakó álcölöpgomba (Rhodocybe hirneola)
  - Keserű álcölöpgomba (Rhodocybe popinalis)
- Család: Fistulinaceae (májgombafélék)
  - Májgomba (Fistulina hepatica)
- Család: Hydnangiaceae
  - Lila pénzecskegomba (Laccaria amethystina)
  - Kétszínű pénzecskegomba (Laccaria bicolor)
  - Húsbarna pénzecskegomba (Laccaria laccata)
  - Pikkelyes pénzecskegomba (Laccaria proxima)
  - Apró pénzecskegomba (Laccaria tortilis)
- Család: Hygrophoraceae (csigagombafélék)
  - Duzzadttönkű tölcsérgomba (Ampulloclitocybe clavipes)
  - Sárgalemezű aranygombácska (Chrysomphalina chrysophylla)
  - Rózsaszínű nedűgomba* (Hygrocybe calyptriformis)
  - Zöldessárga nedűgomba (Hygrocybe chlorophana)
  - Cseresznyepiros nedűgomba (Hygrocybe coccinea)
  - Feketedő nedűgomba (Hygrocybe conica)
  - Szürkés nedűgomba (Hygrocybe fornicata)
  - Enyvestönkű nedűgomba (Hygrocybe glutinipes)
  - Nyálkás nedűgomba (Hygrocybe laeta)
  - Aranysárga nedűgomba (Hygrocybe marchii)
  - Apró nedűgomba (Hygrocybe miniata)
  - Színváltó nedűgomba (Hygrocybe nigrescens)
  - Sárga nedűgomba (Hygrocybe obrussea)
  - Hagymavörös nedűgomba (Hygrocybe perplexa)
  - Sáfrányos nedűgomba (Hygrocybe persistens)
  - Gömbölyűspórás nedűgomba (Hygrocybe persistens var. konradii)
  - Élénkszínű nyirokgomba (Hygrocybe pratensis)
  - Zöldes nedűgomba (Hygrocybe psittacina)
  - Vörös nedűgomba (Hygrocybe punicea)
  - Fehér nyirokgomba (Hygrocybe virginea)
  - Szagos csigagomba (Hygrophorus agathosmus)
  - Késői csigagomba (Hygrophorus arbustivus)
  - Barnásszürke csigagomba (Hygrophorus atramentosus)
  - Kormos csigagomba (Hygrophorus camarophyllus)
  - Vöröslila csigagomba (Hygrophorus capreolarius)
  - Sárgapelyhű csigagomba (Hygrophorus chrysodon)
  - Kőrisszagú csigagomba (Hygrophorus cossus)
  - Olajszínű csigagomba (Hygrophorus dichrous)
  - Barnakorongos csigagomba (Hygrophorus discoideus)
  - Elefántcsont-csigagomba (Hygrophorus eburneus)
  - Piruló csigagomba (Hygrophorus erubescens)
  - Nyálkagyűrűs csigagomba (Hygrophorus gliocyclus)
  - Fagyálló csigagomba (Hygrophorus hypothejus)
  - Barnanyálkás csigagomba (Hygrophorus latitabundus)
  - Gyertyáncsigagomba (Hygrophorus lindtneri)
  - Vörösfenyő-csigagomba (Hygrophorus lucorum)
  - Ligeti csigagomba (Hygrophorus nemoreus)
  - Olajbarna csigagomba (Hygrophorus olivaceoalbus)
  - Száraz csigagomba (Hygrophorus penarius)
  - Flamingó-csigagomba (Hygrophorus persicolor)
  - Rózsás csigagomba (Hygrophorus pudorinus)
  - Szürke csigagomba (Hygrophorus pustulatus)
  - Vörösfoltos csigagomba (Hygrophorus russula)
  - Karcsú csigagomba (Hygrophorus unicolor)
  - Ráncos békagomba (Lichenomphalia umbellifera)
- Család: Inocybaceae (susulykafélék)
  - Ritkalemezű kacskagomba (Crepidotus cesatii)
  - Sárgalemezű kacskagomba (Crepidotus crocophyllus)
  - Sárgalemezű lánggombácska (Flammulaster limulatus)
  - Zöldülőtönkű susulyka (Inocybe aeruginascens)
  - Csillagspórás susulyka (Inocybe asterospora)
  - Lilatönkű susulyka (Inocybe cincinnata)
  - Zöldpúpú susulyka (Inocybe corydalina)
  - Téglavörös susulyka (Inocybe erubescens)
  - Selymes susulyka (Inocybe geophylla)
  - Piruló susulyka (Inocybe godeyi)
  - Szürkéslila susulyka (Inocybe griseolilacina)
  - Veres susulyka (Inocybe haemacta)
  - Tengerparti susulyka (Inocybe heimii)
  - Mandulaillatú susulyka (Inocybe hirtella)
  - Fehérfátylú susulyka (Inocybe inodora)
  - Orsóspórás susulyka (Inocybe lacera)
  - Ezüstösfátylú susulyka (Inocybe leucoblema)
  - Peremesgumós susulyka (Inocybe mixtilis)
  - Retektönkű susulyka (Inocybe napipes)
  - Kései susulyka (Inocybe nitidiuscula)
  - Körteillatú susulyka (Inocybe pyriodora)
  - Kerti susulyka (Inocybe rimosa)
  - Gyapjaskalapú susulyka (Inocybe sindonia)
  - Földi susulyka (Inocybe terrigena)
  - Kisspórás olajgombácska (Simocybe centunculus)
  - Fehértönkű tölcsérszemétgomba (Tubaria albostipitata)
  - Pelyhes tölcsérszemétgomba (Tubaria conspersa)
  - Gyakori szemétgomba (Tubaria furfuracea)
- Család: Lyophyllaceae
  - Porzó élősdigomba (Asterophora lycoperdoides)
  - Fátyolos élősdigomba (Asterophora parasitica)
  - Hússzínű pereszke (Calocybe carnea)
  - Sárga pereszke (Calocybe chrysenteron)
  - Gyűrűs pereszke (Calocybe constricta)
  - Májusi pereszke (Calocybe gambosa)
  - Ibolyás pereszke (Calocybe ionides)
  - Laskapereszke* (Hypsizygus ulmarius)
  - Fehércsokros álpereszke (Lyophyllum connatum)
  - Sötét csoportospereszke (Lyophyllum decastes)
  - Barna csoportospereszke (Lyophyllum fumosum)
  - Füstszürke álpereszke (Lyophyllum immundum)
  - Gesztenyebarna álpereszke (Lyophyllum loricatum)
  - Foltosodó álpereszke (Lyophyllum semitale)
  - Kékülő álpereszke (Lyophyllum transforme)
  - Lápi szürkefülőke (Tephrocybe palustris)
  - Gyökerező szürkefülőke (Tephrocybe rancida)
- Család: Marasmiaceae (szegfűgombafélék)
  - Toboz-fenyőfülőke (Baeospora myosura)
  - Pikkelyes álszegfűgombácska (Crinipellis stipitaria)
  - Pelyhestönkű fülőke (Gymnopus confluens)
  - Rozsdásszárú fülőke (Gymnopus dryophilus)
  - Vörösbarnatönkű fülőke (Gymnopus erythropus)
  - Árvégű fülőke (Gymnopus fusipes)
  - Borzastönkű fülőke (Gymnopus hariolorum)
  - Vöröses fülőke (Gymnopus ocior)
  - Gyapjaslábú fülőke (Gymnopus peronatus)
  - Hamvas uborkagomba (Macrocystidia cucumis)
  - Hófehér szegfűgombácska (Marasmiellus candidus)
  - Fántermő szegfűgombácska (Marasmiellus ramealis)
  - Feketetönkű szegfűgomba (Marasmius alliaceus)
  - Lószőr-szegfűgomba (Marasmius androsaceus)
  - Szarutönkű szegfűgomba (Marasmius cohaerens)
  - Apró szegfűgomba (Marasmius epiphyllus)
  - Mezei szegfűgomba (Marasmius oreades)
  - Csípős szegfűgomba (Marasmius prasiosmus)
  - Nyakörves szegfűgomba (Marasmius rotula)
  - Barnatönkű fokhagymagomba (Marasmius scorodonius)
  - Erdei szegfűgomba (Marasmius wynnei)
  - Széleslemezű fülőke (Megacollybia platyphylla)
  - Avar-szagosszegfűgomba (Micromphale brassicolens)
  - Undorító szagosszegfűgomba (Micromphale foetidum)
  - Bordásszélű fülőke (Micromphale perforans)
  - Világító tölcsérgomba (Omphalotus olearius)
  - Bunkóslábú fülőke (Rhodocollybia butyracea)
  - Foltos fülőke (Rhodocollybia maculata)
  - Csavarttönkű fülőke (Rhodocollybia prolixa var. distorta)
- Család: Mycenaceae (kígyógombafélék)
  - Tejfehér álkígyógomba (Hemimycena lactea)
  - Pusztai álkígyógomba (Hemimycena mairei)
  - Narancsvörös kígyógomba (Mycena acicula)
  - Piros kígyógomba (Mycena adonis)
  - Szürkelemezű kígyógomba (Mycena aetites)
  - Szalmiákos kígyógomba (Mycena ammoniaca)
  - Halvány kígyógomba (Mycena arcangeliana)
  - Narancsszegélyű kígyógomba (Mycena aurantiomarginata)
  - Réti kígyógomba (Mycena avenacea)
  - Sárgatejű kígyógomba (Mycena crocata)
  - Enyves kígyógomba (Mycena epipterygia)
  - Üregestönkű kígyógomba (Mycena filopes)
  - Sárgásfehér kígyógomba (Mycena flavoalba)
  - Rózsáslemezű kígyógomba (Mycena galericulata)
  - Fehértejű kígyógomba (Mycena galopus)
  - Vérző kígyógomba (Mycena haematopus)
  - Cifra kígyógomba (Mycena inclinata)
  - Klórszagú kígyógomba (Mycena leptocephala)
  - Foltos kígyógomba (Mycena maculata)
  - Feketeszegélyű kígyógomba (Mycena pelianthina)
  - Barázdálttönkű kígyógomba (Mycena polygramma)
  - Retekszagú kígyógomba (Mycena pura)
  - Sárgástönkű kígyógomba (Mycena renati)
  - Rózsaszínű kígyógomba (Mycena rosea)
  - Papucsos kígyógomba (Mycena stylobates)
  - Nyálkás kígyógomba (Mycena vulgaris)
  - Rozsdafoltos kígyógomba (Mycena zephirus)
  - Kis áldücskőgomba (Panellus stipticus)
  - Sárga szegfűgomba (Xeromphalina campanella)
  - Szarutönkű békatölcsérgomba (Xeromphalina cornui)
- Család: Physalacriaceae
  - Hagymatönkű tuskógomba (Armillaria cepistipes)
  - Gumós tuskógomba (Armillaria gallica)
  - Gyűrűs tuskógomba (Armillaria mellea)
  - Sötétpikkelyes tuskógomba (Armillaria obscura)
  - Csoportos tuskógomba (Armillaria tabescens)
  - Nyári fülőke (Flammulina fennae)
  - Iglice-fülőke (Flammulina ononidis)
  - Téli fülőke (Flammulina velutipes)
  - Gyűrűs fülőke (Oudemansiella mucida)
  - Rózsás tönkgomba* (Rhodotus palmatus)
  - Lucos tobozfülőke (Strobilurus esculentus)
  - Enyhe tobozfülőke (Strobilurus stephanocystis)
  - Keserű tobozfülőke (Strobilurus tenacellus)
  - Nyálkás gyökeresfülőke (Xerula radicata)
- Család: Pleurotaceae (laskagombafélék)
  - Földi állaskagomba (Hohenbuehelia geogenia)
  - Szürke földilaska (Hohenbuehelia grisea)
  - Fátyolos laskagomba (Pleurotus calyptratus)
  - Erestönkű laskagomba (Pleurotus cornucopiae)
  - Ördögszekér-laskagomba (Pleurotus eryngii)
  - Késői laskagomba (Pleurotus ostreatus)
  - Nyári laskagomba (Pleurotus pulmonarius)
- Család: Pluteaceae (csengettyűgombafélék)
  - Feketeélű csengettyűgomba (Pluteus atromarginatus)
  - Tűzpiros csengettyűgomba (Pluteus aurantiorugosus)
  - Barna csengettyűgomba (Pluteus cervinus)
  - Sárgászöld csengettyűgomba (Pluteus chrysophaeus)
  - Pihés laskagomba (Pleurotus dryinus)
  - Sárga csengettyűgomba (Pluteus leoninus)
  - Pelyhes csengettyűgomba (Pluteus nanus)
  - Csoportos csengettyűgomba (Pluteus petasatus)
  - Sárgalábú csengettyűgomba (Pluteus romellii)
  - Zöldülő csengettyűgomba (Pluteus salicinus)
  - Fakuló csengettyűgomba (Pluteus satur)
  - Barnaeres csengettyűgomba (Pluteus thomsonii)
  - Feketepelyhes csengettyűgomba (Pluteus umbrosus)
  - Óriás bocskorosgomba* (Volvariella bombycina)
  - Pelyhestönkű bocskorosgomba (Volvariella hypopithys)
  - Apró bocskorosgomba (Volvariella pusilla)
  - Ragadós bocskorosgomba (Volvariella gloiocephala)
  - Élősködő bocskorosgomba (Volvariella surrecta)
  - Csíkos bocskorosgomba (Volvariella volvacea)
- Család: Psathyrellaceae (porhanyósgombafélék)
  - Sereges tintagomba (Coprinellus disseminatus)
  - Házi tintagomba (Coprinellus domesticus)
  - Kerti tintagomba (Coprinellus micaceus)
  - Púpos tintagomba (Coprinopsis acuminatus)
  - Ráncos tintagomba (Coprinopsis atramentaria)
  - Gatyás tintagomba (Coprinopsis lagopus)
  - Hófehér tintagomba (Coprinopsis nivea)
  - Harkálytintagomba (Coprinopsis picacea)
  - Könnyező szálkásgomba (Lacrymaria lacrymabunda)
  - Gyenge áltintagomba (Parasola plicatilis)
  - Homoki porhanyósgomba (Psathyrella ammophila)
  - Pirosasbarna porhanyósgomba (Psathyrella bipellis)
  - Fehér porhanyósgomba (Psathyrella candolleana)
  - Bőrbarna porhanyósgomba (Psathyrella conopilus)
  - Csoportos porhanyósgomba (Psathyrella multipedata)
  - Barna porhanyósgomba (Psathyrella piluliformis)
  - Erdei porhanyósgomba (Psathyrella populina)
  - Kakaóbarna porhanyósgomba (Psathyrella sarcocephala)
- Család: Pterulaceae
  - Fehéres sertegomba (Pterula subulata)
  - Barna fogasgereben (Radulomyces molaris)
- Család: Schizophyllaceae
  - Hasadtlemezű gomba (Schizophyllum commune)
- Család: Strophariaceae (harmatgombafélék)
  - Déli tőkegomba (Agrocybe aegerita)
  - Kerti rétgomba (Agrocybe dura)
  - Sárga rétgomba (Agrocybe pediades)
  - Tavaszi rétgomba (Agrocybe praecox)
  - Süveges turjángomba (Galerina calyptrata)
  - Füves turjángomba (Galerina laevis)
  - Fenyves-turjángomba (Galerina marginata)
  - Nyálkás turjángomba (Galerina stylifera)
  - Aranysárga lánggomba (Gymnopilus junonius)
  - Foltoslemezű lánggomba (Gymnopilus penetrans)
  - Homoki fakógomba (Hebeloma ammophilum)
  - Zsemleszínű fakógomba (Hebeloma crustuliniforme)
  - Illatos fakógomba (Hebeloma fusipes)
  - Fehérhúsú fakógomba (Hebeloma leucosarx)
  - Sötétlábú fakógomba (Hebeloma mesophaeum)
  - Nyárfa-fakógomba (Hebeloma populinum)
  - Apró fakógomba (Hebeloma pusillum)
  - Gyökeres fakógomba (Hebeloma radicosum)
  - Édesillatú fakógomba (Hebeloma sacchariolens)
  - Retekszagú fakógomba (Hebeloma sinapizans)
  - Datolyaszínű fakógomba (Hebeloma spoliatum)
  - Kakaószínű fakógomba (Hebeloma theobrominum)
  - Sima könnyű-álpöfeteg (Hymenogaster bulliardii)
  - Fenyő-kénvirággomba (Hypholoma capnoides)
  - Sárga kénvirággomba (Hypholoma fasciculare)
  - Díszestönkű kénvirággomba (Hypholoma marginatum)
  - Gyökeres kénvirággomba (Hypholoma radicosum)
  - Vöröses kénvirággomba (Hypholoma sublateritium)
  - Ízletes tőkegomba (Kuehneromyces mutabilis)
  - Pikkelyes harmatgomba (Leratiomyces squamosus)
  - Mézszínű lápigomba (Naucoria escharioides)
  - Sárga tőkegomba (Pholiota alnicola)
  - Rozsdasárga tőkegomba (Pholiota aurivella)
  - Lángszínű tőkegomba (Pholiota flammans)
  - Zöldes tőkegomba (Pholiota gummosa)
  - Szenes tőkegomba (Pholiota highlandensis)
  - Fakó tőkegomba (Pholiota lenta)
  - Ragadós tőkegomba (Pholiota spumosa)
  - Tüskés tőkegomba (Pholiota squarrosa)
  - Kékülő badargomba (Psilocybe cyanescens)
  - Élénkszínű badargomba (Psilocybe laetissima)
  - Mohabadargomba (Psilocybe montana)
  - Hegyescsúcsú badargomba (Psilocybe semilanceata)
  - Zöld harmatgomba (Stropharia aeruginosa)
  - Narancspiros harmatgomba (Stropharia aurantiaca)
  - Kék harmatgomba (Stropharia caerulea)
  - Sárga harmatgomba (Stropharia coronilla)
  - Feketéslemezű harmatgomba (Stropharia melanosperma)
  - Óriás harmatgomba (Stropharia rugosoannulata)
  - Félgömbalakú harmatgomba (Stropharia semiglobata)
- Család: Tricholomataceae (pereszkefélék)
  - Fánlakó mohagomba (Arrhenia epichysium)
  - Sötét békagomba (Arrhenia obscurata)
  - Parlagi békagomba (Arrhenia rustica)
  - Karéjos mohagomba (Arrhenia spathulata)
  - Kétszergyűrűs tölcsérgomba (Catathelasma imperiale)
  - Réti tölcsérgomba (Clitocybe agrestis)
  - Vastagtönkű tölcsérgomba (Clitocybe alexandri)
  - Buckaközi tölcsérgomba (Clitocybe barbularum)
  - Vörösbarna tölcsérgomba (Clitocybe bresadolana)
  - Mezei tölcsérgomba (Clitocybe dealbata)
  - Húsbarna tölcsérgomba (Clitocybe diatreta)
  - Kétszínű tölcsérgomba (Clitocybe dicolor)
  - Illatos tölcsérgomba (Clitocybe fragrans)
  - Sereges tölcsérgomba (Clitocybe gibba)
  - Homoki tölcsérgomba (Clitocybe glareosa)
  - Szürke tölcsérgomba (Clitocybe nebularis)
  - Zöld ánizsgomba (Clitocybe odora)
  - Dohos tölcsérgomba (Clitocybe phaeophthalma)
  - Viaszfehér tölcsérgomba (Clitocybe phyllophila)
  - Szagos tölcsérgomba (Clitocybe suaveolens)
  - Kifakuló tölcsérgomba (Clitocybe subcordispora)
  - Sötétköldökű tölcsérgomba (Clitocybe trulliformis)
  - Köldökös tölcsérgomba (Clitocybe umbilicata)
  - Élősdi fülőke (Collybia cirrhata)
  - Gumós fülőke (Collybia cookei)
  - Gombántermő fülőke (Collybia tuberosa)
  - Óriás tölcsérgomba (Infundibulicybe geotropa)
  - Sűrűlemezű tölcsérpereszke (Lepista densifolia)
  - Illatos pereszke (Lepista irina)
  - Márványos pereszke (Lepista panaeolus)
  - Lila pereszke (Lepista nuda)
  - Lilatönkű pereszke (Lepista saeva)
  - Szürkéslila pereszke (Lepista sordida)
  - Pelyhes tölcsérpereszke (Lepista tomentosa)
  - Gumós pereszke (Leucocortinarius bulbiger)
  - Hatalmas tölcsérgomba (Leucopaxillus giganteus)
  - Tejfehér cölöppereszke (Leucopaxillus lepistoides)
  - Gyökeres cölöppereszke* (Leucopaxillus macrocephalus)
  - Hófehérlemezű lágypereszke (Melanoleuca albifolia)
  - Szürkéslemezű lágypereszke (Melanoleuca cinereifolia)
  - Korai lágypereszke (Melanoleuca cognata)
  - Rovátkolttönkű lágypereszke (Melanoleuca grammopodia)
  - Szürkésbarna lágypereszke (Melanoleuca kuehneri)
  - Sötétlábú csupaszpereszke (Melanoleuca melaleuca)
  - Lisztestönkű lágypereszke (Melanoleuca metrodii)
  - Hegyaljai lágypereszke (Melanoleuca subalpina)
  - Szemcséstönkű lágypereszke (Melanoleuca verrucipes)
  - Szenes nyálkásbékagomba (Myxomphalia maura)
  - Rozsdasárga tölcsérgomba (Paraepista flaccida)
  - Narancssárga laskagomba (Phyllotopsis nidulans)
  - Kávébarna áltölcsérgomba (Pseudoclitocybe cyathiformis)
  - Kifakuló áltölcsérgomba (Pseudoclitocybe expallens)
  - Homoki álbékagomba (Pseudoomphalina kalchbrenneri)
  - Borostás nemezesgomba (Ripartites tricholoma)
  - Sárga pikkelyesgalóca* (Squamanita schreieri)
  - Keserű pereszke (Tricholoma acerbum)
  - Fehér pereszke (Tricholoma album)
  - Feketepikkelyes pereszke (Tricholoma atrosquamosum)
  - Narancsvörös pereszke (Tricholoma aurantium)
  - Álgyűrűs pereszke (Tricholoma batschii)
  - Öves pereszke (Tricholoma cingulatum)
  - Galambpereszke (Tricholoma columbetta)
  - Sárgászöld pereszke (Tricholoma equestre)
  - Galléros pereszke (Tricholoma focale)
  - Sárgalemezű pereszke (Tricholoma fulvum)
  - Pikkelyes pereszke (Tricholoma gausapatum)
  - Aprópikkelyű pereszke (Tricholoma imbricatum)
  - Nehézszagú pereszke (Tricholoma inamoenum)
  - Homoki pereszke (Tricholoma josserandii)
  - Émelyítő pereszke (Tricholoma lascivum)
  - Egérszürke pereszke (Tricholoma myomyces)
  - Rózsáslemezű pereszke (Tricholoma orirubens)
  - Párducpereszke (Tricholoma pardinum)
  - Nyárfa-pereszke (Tricholoma populinum)
  - Szürke pereszke (Tricholoma portentosum)
  - Vörösfenyő-pereszke (Tricholoma psammopus)
  - Szappanszagú pereszke (Tricholoma saponaceum)
  - Sárguló pereszke (Tricholoma scalpturatum)
  - Bükkös pereszke (Tricholoma sciodes)
  - Cirmoskalapú pereszke (Tricholoma sejunctum)
  - Okkerfoltos pereszke (Tricholoma sulphurescens)
  - Büdös pereszke (Tricholoma sulphureum)
  - Fenyő-pereszke (Tricholoma terreum)
  - Szenesedő pereszke (Tricholoma ustale)
  - Szakállas pereszke (Tricholoma vaccinum)
  - Csípős pereszke (Tricholoma virgatum)
  - Bársonyos fapereszke (Tricholomopsis rutilans)
- Család: Typhulaceae
  - Káka nagyfonálgomba (Macrotyphula filiformis)
  - Csöves bunkósgomba (Macrotyphula fistulosa)
- Család: Incertae sedis
  - Vörösbarna trágyagomba (Panaeolus acuminatus)
  - Csipkés trágyagomba (Panaeolus papilionaceus)
  - Gyűrűs trágyagomba (Panaeolus semiovatus)
  - Bükk-eresgomba (Plicaturopsis crispa)

##### Rend:Boletales(tinórugomba-alkatúak)
- Család: Boletaceae (tinórufélék)

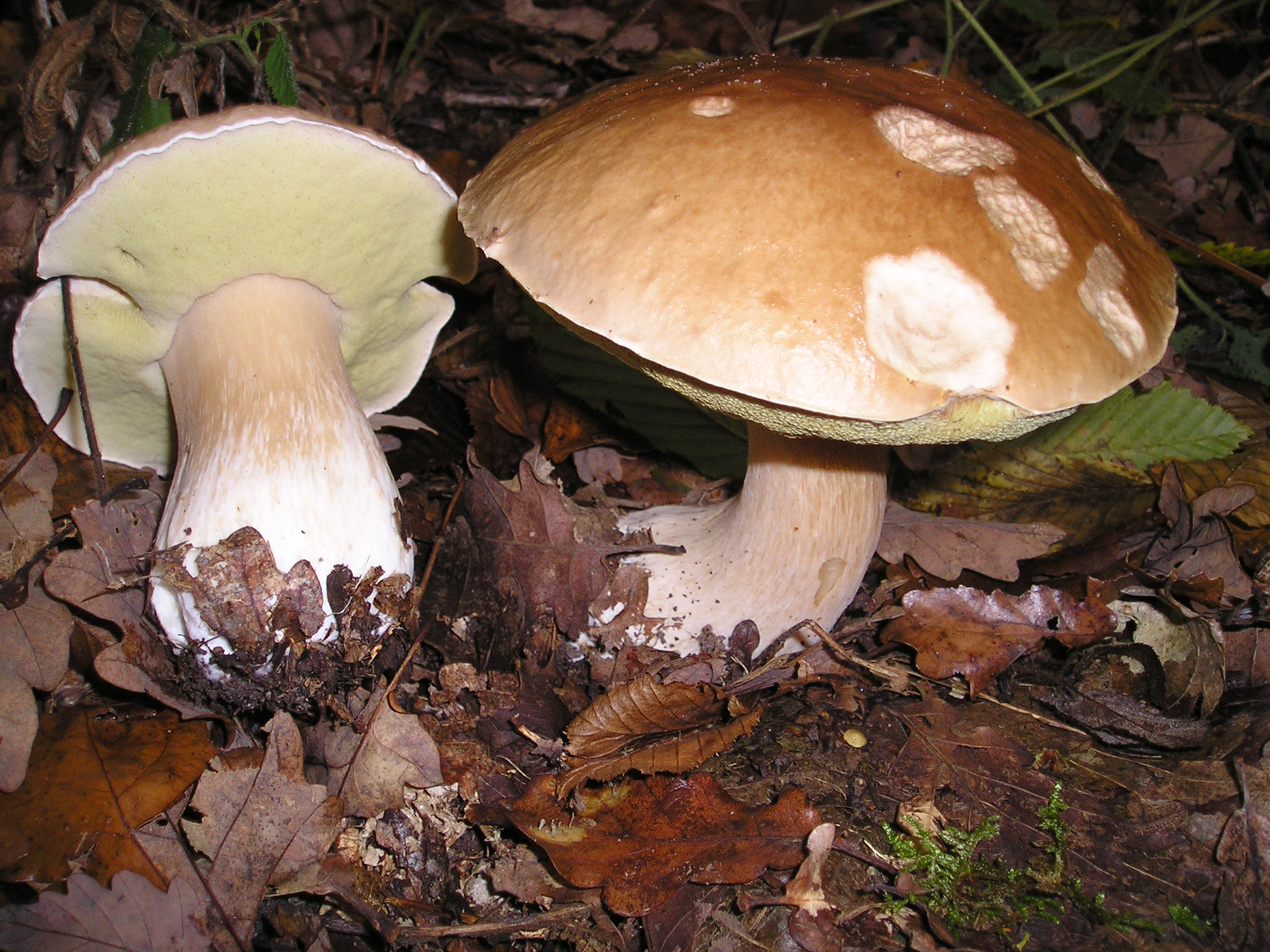
Ízletes vargánya

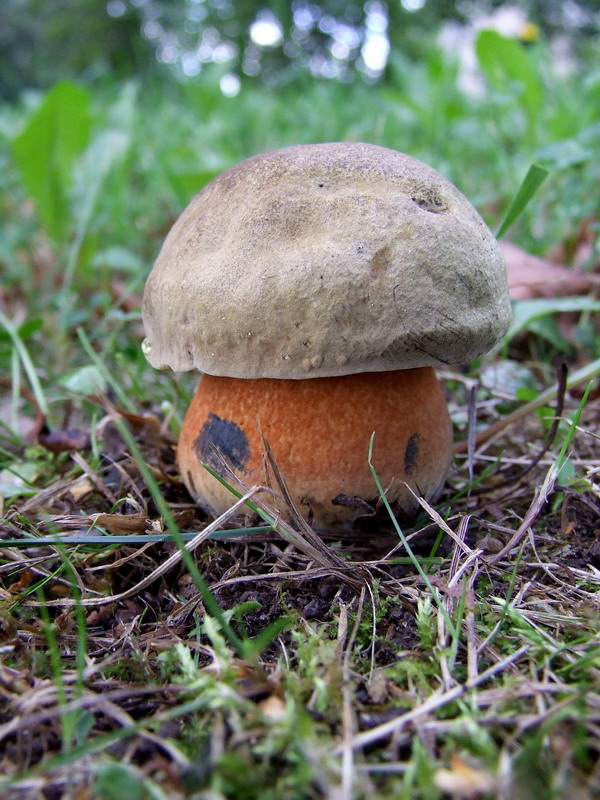
Változékony tinóru

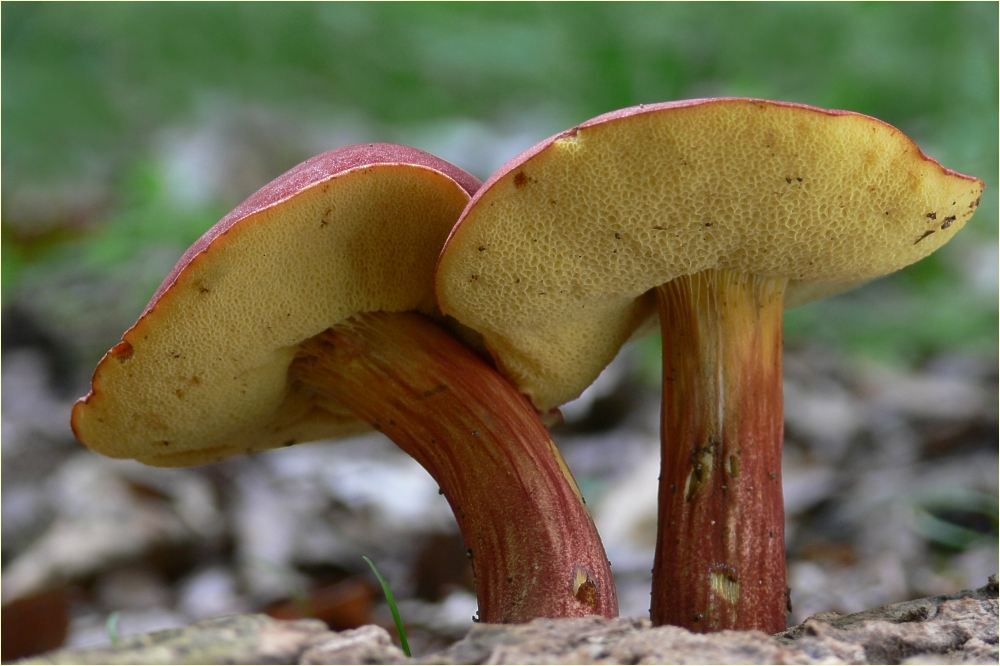
Piros tinóru

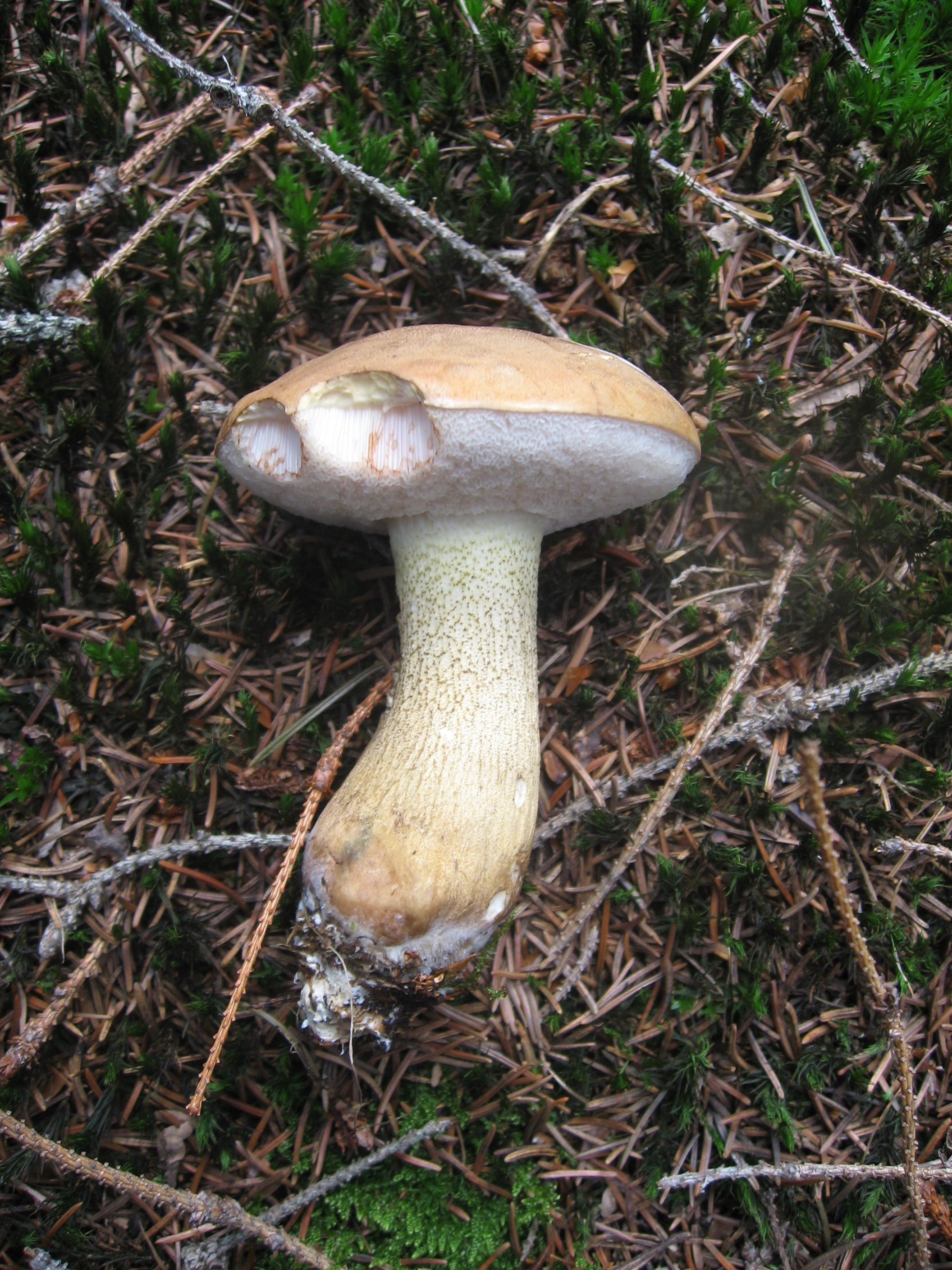
Epeízű tinóru

  - Aranybélésű tinóru (Aureoboletus gentilis)
  - Hamvas tinóru (Boletellus fragilipes)
  - Bronzos vargánya (Boletus aereus)
  - Sárgahúsú tinóru (Boletus appendiculatus)
  - Barna tinóru (Boletus badius)
  - Farkastinóru (Boletus calopus)
  - Ízletes vargánya (Boletus edulis)
  - Céklatinóru (Boletus erythropus)
  - Fakó tinóru (Boletus fechtneri)
  - Recéstönkű tinóru (Boletus ferrugineus)
  - Okkerszínű tinóru (Boletus impolitus)
  - Zöldessárga tinóru (Boletus junquilleus)
  - Rózsáskalapú tinóru (Boletus legaliae)
  - Változékony tinóru (Boletus luridus)
  - Vörösbarna vargánya (Boletus pinophilus)
  - Hamvas tinóru (Boletus pruinatus)
  - Ligeti tinóru (Boletus pulverulentus)
  - Vörös tinóru (Boletus queletii)
  - Kesernyés tinóru (Boletus radicans)
  - Királytinóru (Boletus regius)
  - Nyári vargánya (Boletus reticulatus)
  - Bíborvörös tinóru (Boletus rhodopurpureus)
  - Piros tinóru (Boletus rubellus)
  - Sátántinóru (Boletus satanas)
  - Piszkosrózsás tinóru (Boletus speciosus)
  - Molyhos tinóru (Boletus subtomentosus)
  - Foltosodó tinóru (Boletus torosus)
  - Borsos tinóru (Chalciporus piperatus)
  - Vörös érdestinóru (Leccinum aurantiacum)
  - Sárga érdestinóru (Leccinum crocipodium)
  - Nyárfa-érdestinóru (Leccinum duriusculum)
  - Piruló érdestinóru (Leccinum oxydabile)
  - Tölgyfa-érdestinóru (Leccinum quercinum)
  - Sötét érdestinóru (Leccinum pseudoscabrum)
  - Barna érdestinóru (Leccinum scabrum)
  - Tarkahúsú érdestinóru* (Leccinum variicolor)
  - Kormostönkű érdestinóru (Leccinum versipelle)
  - Rókaszínű érdestinóru (Leccinum vulpinum)
  - Lemezes tinóru* (Phylloporus pelletieri)
  - Sötét tinóru (Porphyrellus porphyrosporus)
  - Élősdi tinóru* (Pseudoboletus parasiticus)
  - Baracksárga tinóru (Rheubarbariboletus armeniacus)
  - Pikkelyes tinóru* (Strobilomyces strobilaceus)
  - Epeízű tinóru (Tylopilus felleus)
  - Arany tinóru (Xerocomellus chrysenteron)
- Család: Coniophoraceae
  - Sárgásbarna foltgomba (Coniophora arida)
  - Vastagbőrű foltgomba (Coniophora puteana)
- Család: Diplocystidiaceae
  - Repedéses csillaggomba (Astraeus hygrometricus)
- Család: Gomphidiaceae (nyálkásgombafélék)
  - Szálaskalapú nyálkásgomba (Chroogomphus helveticus)
  - Vöröses nyálkásgomba (Chroogomphus rutilus)
  - Barna nyálkásgomba (Gomphidius glutinosus)
  - Foltos nyálkásgomba (Gomphidius maculatus)
  - Rózsás nyálkásgomba* (Gomphidius roseus)
- Család: Gyroporaceae
  - Gesztenyebarna üregestinóru (Gyroporus castaneus)
  - Kékesedő üregestinóru (Gyroporus cyanescens)
- Család: Hygrophoropsidaceae
  - Narancsvörös álrókagomba (Hygrophoropsis aurantiaca)
- Család: Paxillaceae (cölöpgombafélék)
  - Éger-tinóru* (Gyrodon lividus)
  - Éger-cölöpgomba (Paxillus filamentosus)
  - Begöngyöltszélű cölöpgomba (Paxillus involutus)
- Család: Rhizopogonaceae
  - Sárgás istrángospöfeteg (Rhizopogon luteolus)
  - Vörös istrángospöfeteg (Rhizopogon roseolus)
- Család: Sclerodermataceae (áltriflafélék)
  - Osztott pöfeteg (Pisolithus arhizus)
  - Fakó áltrifla (Scleroderma bovista)
  - Rőt áltrifla (Scleroderma citrinum)
  - Nyeles áltrifla (Scleroderma verrucosum)
- Család: Serpulaceae
  - Rostos redősgomba (Serpula himantioides)
- Család: Suillaceae (gyűrűstinórufélék)
  - Tehéntinóru (Suillus bovinus)
  - Csövestönkű fenyőtinóru (Suillus cavipes)
  - Rózsástövű fenyőtinóru (Suillus collinitus)
  - Lápi fenyőtinóru (Suillus flavidus)
  - Szemcsésnyelű fenyőtinóru (Suillus granulatus)
  - Sárga gyűrűstinóru (Suillus grevillei)
  - Barna gyűrűstinóru (Suillus luteus)
  - Rozsdavörös fenyőtinóru (Suillus tridentinus)
  - Tarka tinóru (Suillus variegatus)
  - Szürke gyűrűstinóru (Suillus viscidus)
- Család: Tapinellaceae
  - Bársonyostönkű cölöpgomba (Tapinella atrotomentosa)
  - Nyeletlen cölöpgomba (Tapinella panuoides)

#### Alosztály:Phallomycetidae

##### Rend:Geastrales
- Család: Geastraceae (csillaggombafélék)
  - Rideg csillaggomba (Geastrum corollinum)
  - Koronás csillaggomba (Geastrum coronatum)
  - Elegáns csillaggomba (Geastrum elegans)
  - Erdei csillaggomba (Geastrum fimbriatum)
  - Magyar csillaggomba* (Geastrum hungaricum)
  - Álcsillaggomba (Geastrum melanocephalum)
  - Apró csillaggomba (Geastrum minimum)
  - Rőt csillaggomba (Geastrum rufescens)
  - Fésűs csillaggomba (Geastrum schmidelii)
  - Galléros csillaggomba (Geastrum striatum)
  - Hármas csillaggomba (Geastrum triplex)
  - Szitaszájú csillaggomba (Myriostoma coliforme)

##### Rend:Gomphales
- Család: Clavariadelphaceae
  - Vaskos mozsárütőgomba (Clavariadelphus pistillaris)
  - Lapos mozsárütőgomb (Clavariadelphus truncatus)
- Család: Gomphaceae
  - Papsapka csupasz-álpöfeteg (Gautieria morchelliformis)
  - Disznófülgomba* (Gomphus clavatus)
  - Sárgászöld korallgomba (Ramaria abietina)
  - Narancsszínű korallgomba (Ramaria aurea)
  - Rózsáságú korallgomba (Ramaria botrytis)
  - Bőrsárga korallgomba (Ramaria flaccida)
  - Sárga korallgomba (Ramaria flava)
  - Cifra korallgomba (Ramaria formosa)
  - Ibolyás korallgomba (Ramaria fumigata)
  - Vörösfoltos korallgomba (Ramaria sanguinea)
  - Merev korallgomba (Ramaria stricta)

##### Rend:Phallales
- Család: Phallaceae
  - Tintahalgomba (Clathrus archeri)
  - Piros kosárgomba (Clathrus ruber)
  - Közönséges kutyaszömörcsög (Mutinus caninus)
  - Fátyolos szömörcsög (Phallus duplicatus)
  - Homoki szömörcsög (Phallus hadriani)
  - Erdei szömörcsög (Phallus impudicus)

#### Alosztály:Incertae sedis

##### Rend:Auriculariales
- Család: Auriculariaceae
  - Fekete mirigygomba (Exidia glandulosa)
  - Júdásfülgomba (Auricularia auricula-judae)
  - Szalagos fülgomba (Auricularia mesenterica)
- Család: Incertae sedis
  - Kocsonyás álgereben (Pseudohydnum gelatinosum)

##### Rend:Cantharellales(rókagomba-alkatúak)

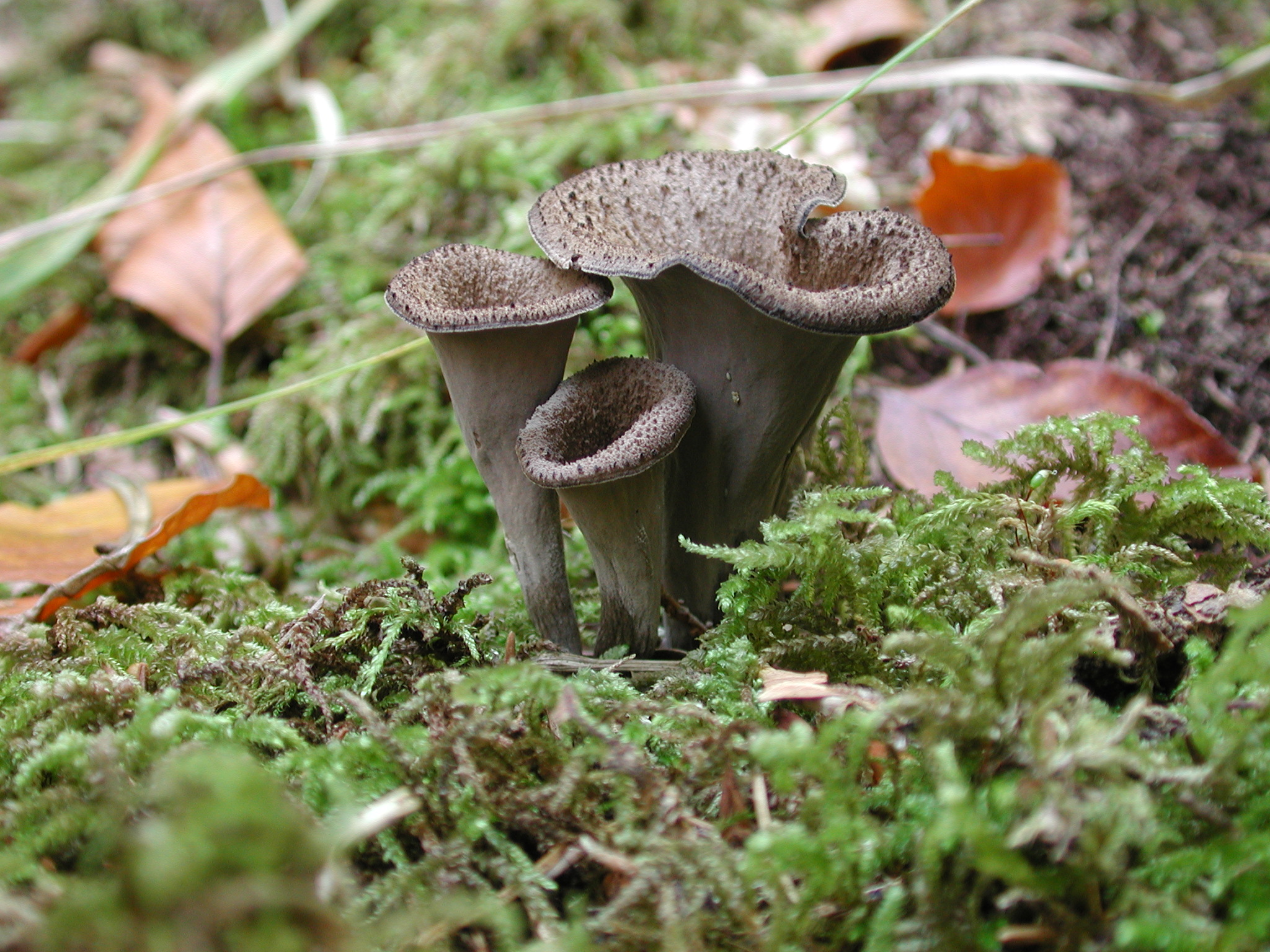
Sötét trombitagomba

- Család: Cantharellaceae (rókagombafélék)
  - Sárga rókagomba (Cantharellus cibarius)
  - Szürke rókagomba (Cantharellus cinereus)
  - Narancsvörös rókagomba (Cantharellus friesii)
  - Vörösödő rókagomba (Cantharellus ianthinoxanthus)
  - Szagos rókagomba (Cantharellus lutescens)
  - Sötétedőhúsú rókagomba* (Cantharellus melanoxeros)
  - Tölcséres rókagomba (Cantharellus tubaeformis)
  - Sötét trombitagomba (Craterellus cornucopioides)
  - Fodros trombitagomba (Pseudocraterellus undulatus)
- Család: Clavulinaceae
  - Szürke korallgomba (Clavulina cinerea)
  - Fésűs fakókorallgomba (Clavulina coralloides)
  - Barázdás korallgomba (Clavulina rugosa)
- Család: Hydnaceae (gerebengombafélék)
  - Sárga gerebengomba (Hydnum repandum)
  - Sárgásvörös gereben (Hydnum rufescens)
- Család: Tulasnellaceae
  - Lila kéregrontógomba (Tulasnella violea)

##### Rend:Gloeophyllales
- Család: Gloeophyllaceae
  - Szagos tapló (Gloeophyllum odoratum)

##### Rend:Hymenochaetales
- Család: Hymenochaetaceae
  - Szalagos likacsosgomba (Coltricia perennis)
  - Rozsdás sörtésréteggomba (Hymenochaete rubiginosa)
  - Almafa-rozsdástapló (Inonotus hispidus)
  - Kemény fekvőtapló (Phellinus contiguus)
  - Vastag fekvőtapló (Phellinus ferruginosus)
  - Vastag tapló (Phellinus robustus)
  - Sárgaspórás kéreggomba (Schizopora flavipora)

##### Rend:Polyporales(taplóalakúak)
- Család: Fomitopsidaceae

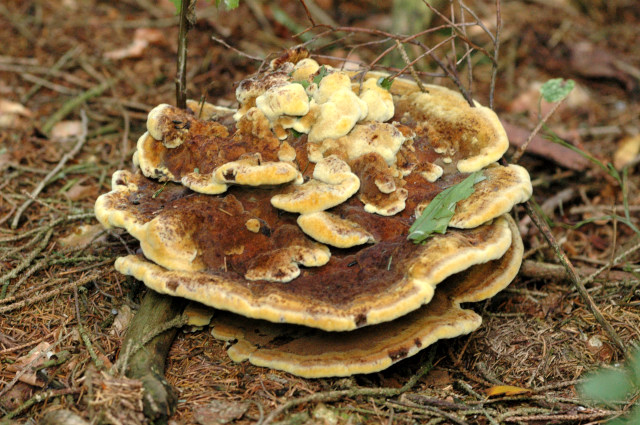
Fenyő-likacsosgomba

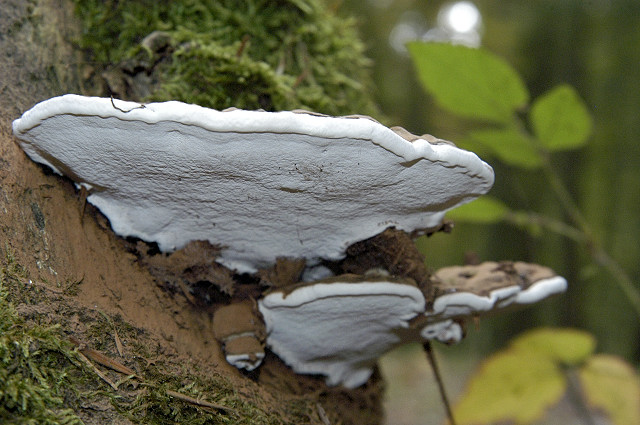
Deres tapló

  - Sárga gévagomba (Laetiporus sulphureus)
  - Fenyő-likacsosgomba (Phaeolus schweinitzii)
  - Nyírfatapló (Piptoporus betulinus)
  - Lisztporos likacsosgomba (Postia rennyi)
  - Fehéres likacsosgomba (Postia stiptica)
- Család: Ganodermataceae (pecsétviaszgomba-félék)
  - Deres tapló (Ganoderma applanatum)
  - Pecsétviaszgomba (Ganoderma lucidum)
  - Rézvörös lakkostapló (Ganoderma pfeifferi)
- Család: Meripilaceae
  - Ágas tapló (Grifola frondosa)
  - Óriás bokrosgomba (Meripilus giganteus)
- Család: Meruliaceae
  - Szenes likacsosgomba (Bjerkandera adusta)
  - Kétszínű likacsosgomba (Gloeoporus dichrous)
  - Hajlékony kéreggomba (Junghuhnia nitida)
  - Kocsonyás redősgomba (Merulius tremellosus)
  - Szöszös tányérosgereben (Steccherinum ochraceum)
- Család: Polyporaceae (likacsosgombafélék)
  - Rózsaszínes egyrétűtapló (Daedaleopsis confragosa)
  - Bükkfa-tapló (Fomes fomentarius)
  - Sörtés dücskőgomba (Lentinus strigosus)
  - Kőristapló (Perenniporia fraxinea)
  - Sugaras likacsosgomba (Polyporus alveolaris)
  - Fagyálló likacsosgomba (Polyporus arcularius)
  - Téli likacsosgomba (Polyporus brumalis)
  - Tavaszi likacsosgomba (Polyporus ciliatus)
  - Pisztricgomba (Polyporus squamosus)
  - Olaszgomba* (Polyporus tuberaster)
  - Tüskegomba* (Polyporus umbellatus)
  - Cinóbertapló (Pycnoporus cinnabarinus)
  - Szagos likacsosgomba (Royoporus badius)
  - Púpos egyrétűtapló (Trametes gibbosa)
  - Borostás egyrétűtapló (Trametes hirsuta)
  - Lepketapló (Trametes versicolor)
  - Őzbarna lepketapló (Trametopsis cervina)
- Család: Sparassidaceae (káposztagombafélék)
  - Fodros káposztagomba (Sparassis crispa)

##### Rend:Russulales(galambgomba-alkatúak)

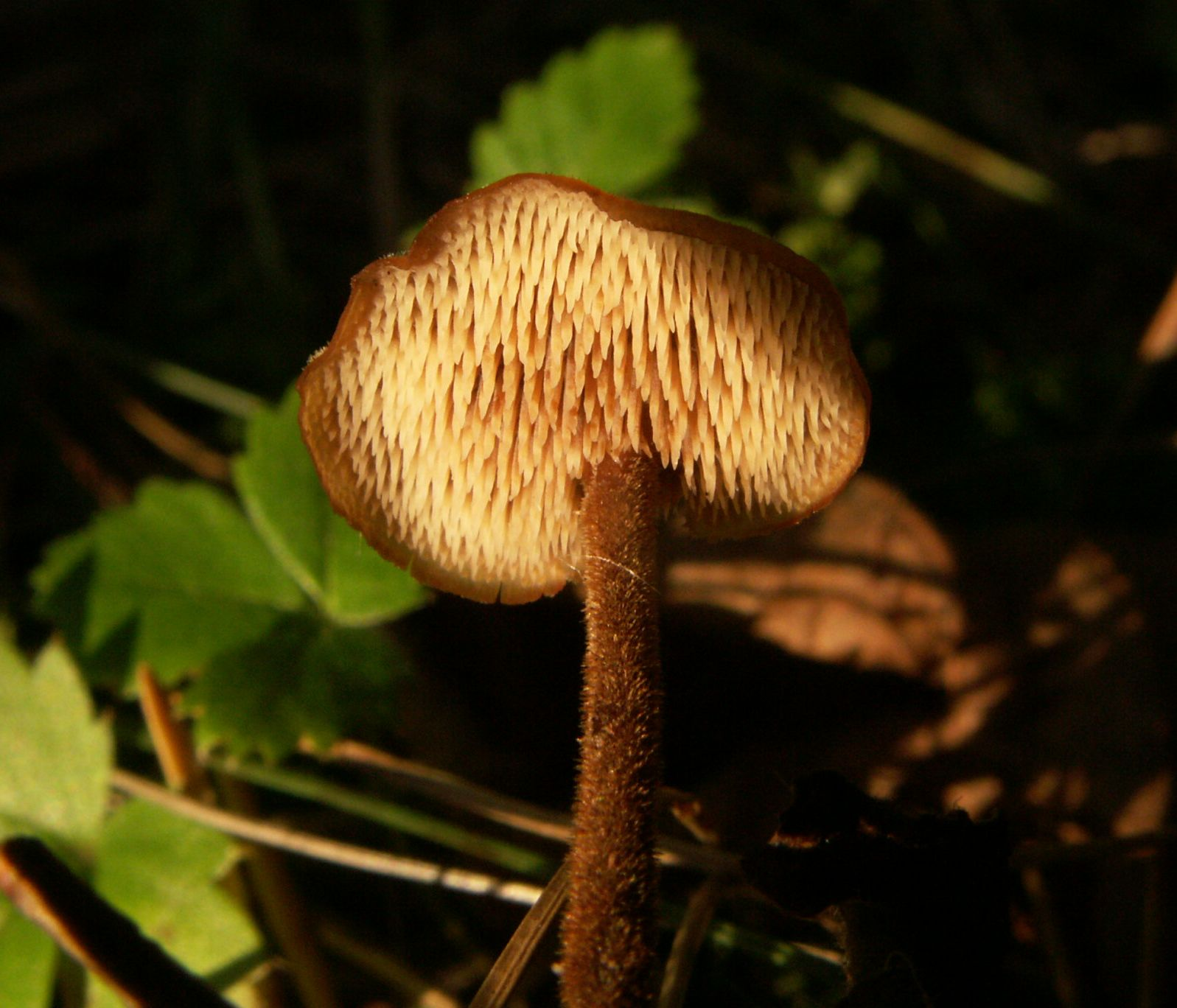
Tobozgereben

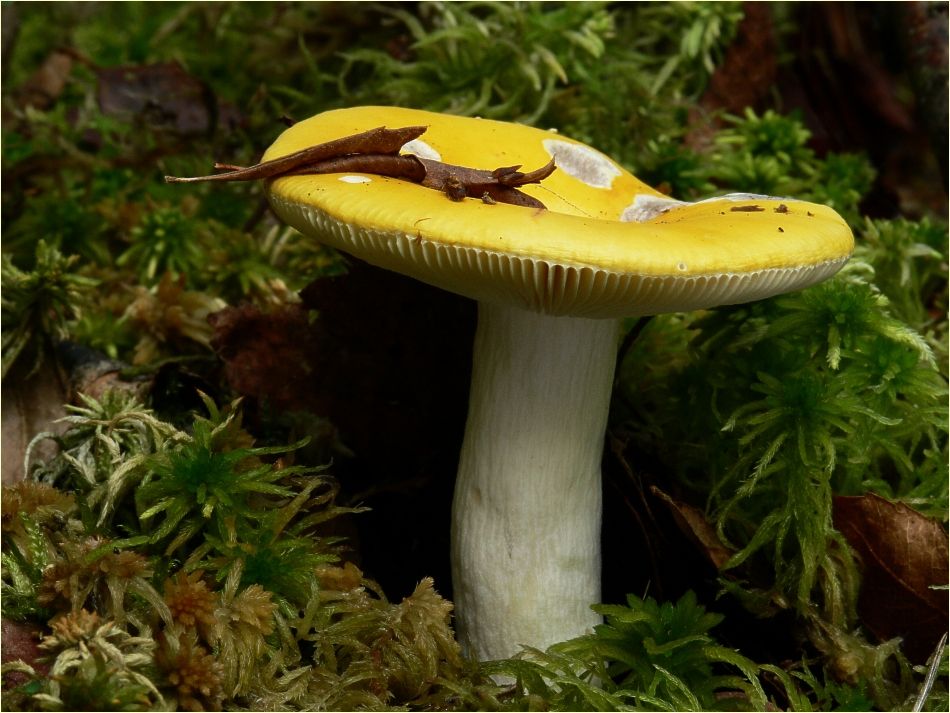
Krómsárga galambgomba

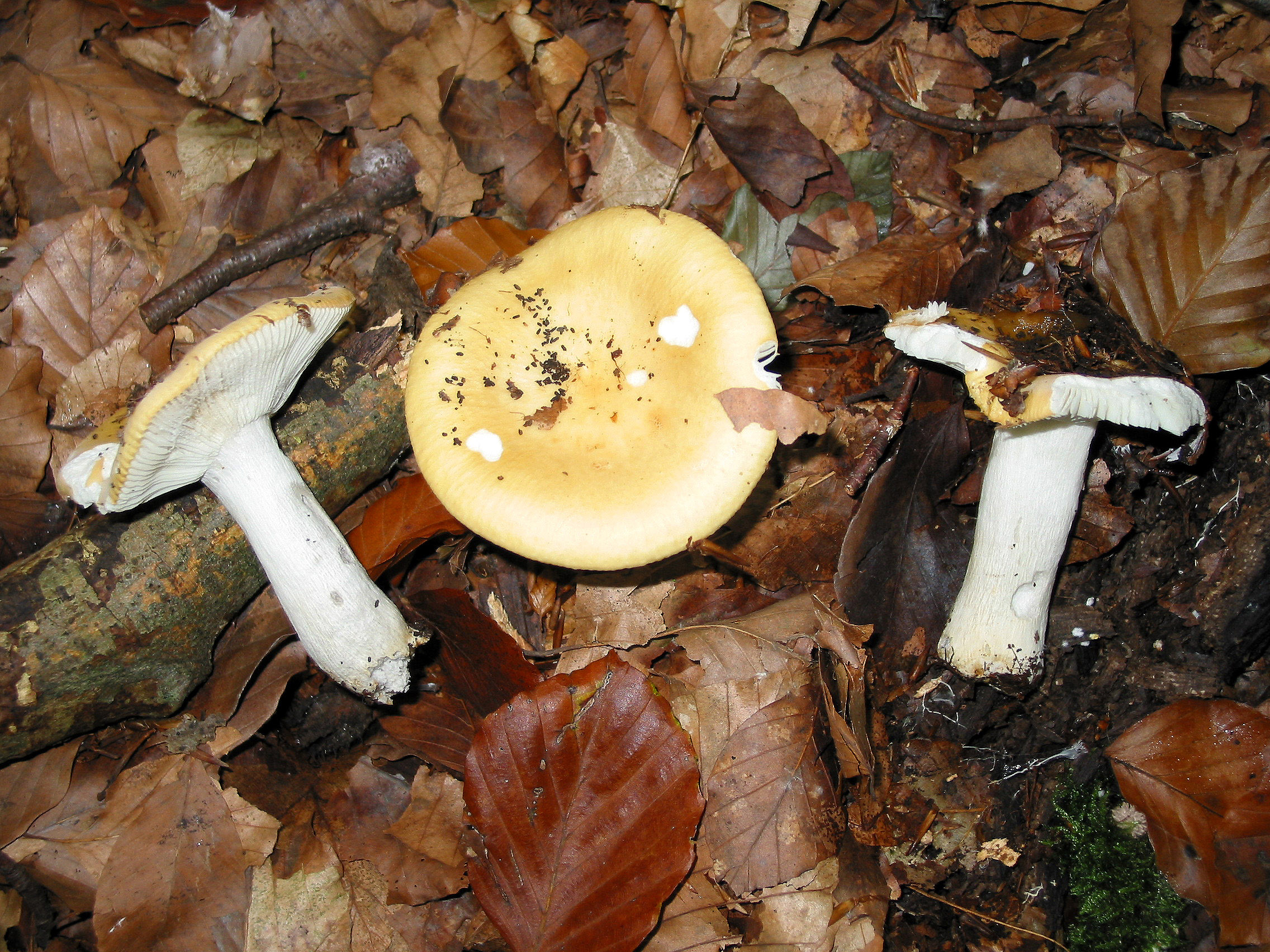
Fakósárga galambgomba

- Család: Albatrellaceae (zsemlegombafélék)
  - Zöldhátú zsemlegomba (Albatrellus cristatus)
  - Fakó zsemlegomba (Albatrellus ovinus)
  - Barnahátú zsemlegomba* (Scutiger oregonensis)
- Család: Auriscalpiaceae
  - Csészés álkorallgomba (Artomyces pyxidatus)
  - Tobozgereben (Auriscalpium vulgare)
  - Ánizsszagú fűrészgomba (Lentinellus cochleatus)
- Család: Hericiaceae
  - Tüskés sörénygomba* (Hericium cirrhatum)
  - Petrezselyemgomba (Hericium coralloides)
  - Közönséges süngomba* (Hericium erinaceus)
- Család: Peniophoraceae
  - Tölgyfa-terülőgomba* (Peniophora quercina)
- Család: Russulaceae (galambgombafélék)
  - Kereszterű tejelőgomba (Lactarius acerrimus)
  - Rózsaszíntejű tejelőgomba (Lactarius acris)
  - Jegenyefenyő-tejelőgomba (Lactarius albocarneus)
  - Fakólilás tejelőgomba (Lactarius aspideus)
  - Füstszínű tejelőgomba (Lactarius azonites)
  - Barnásvörös tejelőgomba (Lactarius badiosanguineus)
  - Zöldes tejelőgomba (Lactarius blennius)
  - Kámfor-tejelőgomba (Lactarius camphoratus)
  - Sárgatejű tejelőgomba (Lactarius chrysorrheus)
  - Gyöngyös tejelőgomba (Lactarius circellatus)
  - Rózsáslemezű tejelőgomba (Lactarius controversus)
  - Ízletes rizike (Lactarius deliciosus)
  - Lucfenyvesi rizike (Lactarius deterrimus)
  - Sárgáslilás tejelőgomba (Lactarius flavidus)
  - Fakószélű tejelőgomba (Lactarius fluens)
  - Barna tejelőgomba (Lactarius fuliginosus)
  - Zöldesedő tejelőgomba (Lactarius glaucescens)
  - Illatos tejelőgomba (Lactarius glyciosmus)
  - Daróc-tejelőgomba* (Lactarius helvus)
  - Kései tejelőgomba (Lactarius hepaticus)
  - Húsvörös keserűgomba (Lactarius hysginus)
  - Kénsárgatejű tejelőgomba (Lactarius lacunarum)
  - Ráncos tejelőgomba (Lactarius lignyotus)
  - Lila tejelőgomba (Lactarius lilacinus)
  - Sötétlilás tejelőgomba (Lactarius luridus)
  - Fakó szőrgomb (Lactarius mairei)
  - Csúcsoskalapú tejelőgomba (Lactarius mammosus)
  - Enyhe tejelőgomba (Lactarius mitissimus)
  - Csarabos tejelőgomba (Lactarius musteus)
  - Égerfa-tejelőgomba (Lactarius obscuratus)
  - Bordásszélű tejelőgomba (Lactarius omphaliiformis)
  - Fakó tejelőgomba (Lactarius pallidus)
  - Fekete tejelőgomba (Lactarius picinus)
  - Fehértejű keserűgomba (Lactarius piperatus)
  - Vörösfenyő-tejelőgomba (Lactarius porninsis)
  - Szárnyasspórás tejelőgomba (Lactarius pterosporus)
  - Mogyoró-tejelőgomba (Lactarius pyrogalus)
  - Vörösbarna tejelőgomba (Lactarius quietus)
  - Lilásodó szőrgomba (Lactarius repraesentaneus)
  - Rőt tejelőgomba (Lactarius rufus)
  - Jegenyefenyő-rizike (Lactarius salmonicolor)
  - Szalmasárga tejelőgomba (Lactarius scrobiculatus)
  - Vörösödőtejű rizike (Lactarius semisanguifluus)
  - Tőzeges tejelőgomba (Lactarius sphagneti)
  - Édeskés tejelőgomba (Lactarius subdulcis)
  - Lápi tejelőgomba (Lactarius theiogalus)
  - Nyírfa-szőrgomba (Lactarius torminosus)
  - Északi tejelőgomba (Lactarius trivialis)
  - Sötét tejelőgomba (Lactarius turpis)
  - Barnáslila tejelőgomba (Lactarius uvidus)
  - Pelyhes keserűgomba (Lactarius vellereus)
  - Szürkülő tejelőgomba (Lactarius vietus)
  - Ibolyásodó tejelőgomba (Lactarius violascens)
  - Kenyérgomba (Lactarius volemus)
  - Begöngyöltszélű tejelőgomba (Lactarius zonarius)
  - Csípőslemezű galambgomba (Russula acrifolia)
  - Sötétedő galambgomba (Russula adusta)
  - Fűzöld galambgomba (Russula aeruginea)
  - Sötétedő galambgomba (Russula albonigra)
  - Ízletes galambgomba (Russula alutacea)
  - Zöldeslila galambgomba (Russula amoenicolor)
  - Sajtszagú galambgomba (Russula amoenolens)
  - Almaillatú galambgomba (Russula aquosa)
  - Feketésvörös galambgomba (Russula atropurpurea)
  - Aranyos galambgomba (Russula aurea)
  - Cédrusillatú galambgomba (Russula badia)
  - Nyírfa-galambgomba (Russula betularum)
  - Púpos galambgomba (Russula caerulea)
  - Késői galambgomba (Russula cessans)
  - Kékeslemezű galambgomba (Russula chloroides)
  - Krómsárga galambgomba* (Russula claroflava)
  - Ólomszürke galambgomba (Russula consobrina)
  - Kékhátú galambgomba (Russula cyanoxantha)
  - Tarkahúsú galambgomba (Russula decolorans)
  - Földtoló galambgomba (Russula delica)
  - Feketedő galambgomba (Russula densifolia)
  - Hánytató galambgomba (Russula emetica)
  - Korpástönkű galambgomba (Russula farinipes)
  - Fakó galambgomba (Russula fellea)
  - Ibolyaszínű galambgomba (Russula firmula)
  - Büdös galambgomba (Russula foetens)
  - Törékeny galambgomba (Russula fragilis)
  - Gyöngyszürke galambgomba (Russula galochroa)
  - Kecses galambgomba (Russula gracillima)
  - Szagos galambgomba (Russula grata)
  - Halszagú galambgomba (Russula graveolens)
  - Szürkészöld galambgomba (Russula grisea)
  - Dióízű galambgomba (Russula heterophylla)
  - Szürkésbarna galambgomba (Russula insignis)
  - Barnásvörös galambgomba (Russula integra)
  - Baracksárga galambgomba (Russula lutea)
  - Sárguló galambgomba (Russula luteotacta)
  - Foltos galambgomba (Russula maculata)
  - Sárgásbarna galambgomba (Russula mustelina)
  - Szenes galambgomba (Russula nigricans)
  - Bükkfa-galambgomba (Russula nobilis)
  - Fakósárga galambgomba (Russula ochroleuca)
  - Vöröstönkű galambgomba (Russula olivacea)
  - Lápi galambgomba (Russula paludosa)
  - Fésűs galambgomba (Russula pectinata)
  - Enyhe galambgomba (Russula pectinatoides)
  - Rózsásvörös galambgomba (Russula persicina)
  - Keserű galambgomba (Russula pseudointegra)
  - Sárgulótönkű galambgomba (Russula puellaris)
  - Lucfenyő-galambgomba (Russula queletii)
  - Lángvöröstönkű galambgomba (Russula rhodopoda)
  - Cifra galambgomba (Russula risigallina)
  - Piros galambgomba (Russula lepida)
  - Rózsás galambgomba (Russula rosea)
  - Rózsástönkű galambgomba (Russula roseipes)
  - Vérvörös galambgomba (Russula sanguinaria)
  - Citromlemezű galambgomba (Russula sardonia)
  - Élénksárga galambgomba (Russula solaris)
  - Barna galambgomba (Russula sororia)
  - Fenyő-galambgomba (Russula torulosa)
  - Jodoformszagú galambgomba (Russula turci)
  - Sokszínű galambgomba (Russula versicolor)
  - Ráncos galambgomba (Russula vesca)
  - Borvörös galambgomba (Russula vinosa)
  - Varashátú galambgomba (Russula virescens)
  - Bőrsárgatönkű galambgomba (Russula viscida)
  - Barnulóhúsú galambgomba (Russula xerampelina)
- Család: Stereaceae (réteggombafélék)
  - Nemezes réteggomba (Stereum gausapatum)
  - Borostás réteggomba (Stereum hirsutum)
  - Gallyonülő réteggomba (Septobasidium rameale) (Stereum rameale)
  - Évelő réteggomba (Stereum rugosum)
  - Vörösödő réteggomba (Stereum sanguinolentum)
  - Bársonyos réteggomba (Stereum subtomentosum)

##### Rend:Thelephorales
- Család: Bankeraceae
  - Lilás gereben (Bankera violascens)
  - Vörösödő zsemlegomba (Boletopsis leucomelaena)
  - Szalagos parásgereben (Hydnellum concrescens)
  - Csípős parásgereben (Hydnellum peckii)
  - Ánizsszagú parásgereben (Hydnellum suaveolens)
  - Fekete illatosgereben (Phellodon niger)
  - Tölcséres illatosgereben (Phellodon tomentosus)
  - Cserepes gereben (Sarcodon imbricatus)
  - Korpás gereben* (Sarcodon scabrosus)
- Család: Thelephoraceae
  - Virágos szemölcsösgomba (Thelephora anthocephala)
  - Büdös szemölcsösgomba (Thelephora palmata)
  - Pamacsos szemölcsösgomba (Thelephora penicillata)
  - Talajlakó szemölcsösgomba (Thelephora terrestris)

##### Rend:Incertae sedis
- Család: Incertae sedis
  - Gumós kéreggomba (Oxyporus latemarginatus)
  - Sárga mohakígyógomba (Rickenella fibula)

### Osztály:Dacrymycetes

#### Alosztály:Incertae sedis

##### Rend:Dacrymycetales
- Család: Dacrymycetaceae (gümőgombafélék)
  - Villás enyveskorallgomba (Calocera furcata)
  - Narancsszínű enyveskorallgomba (Calocera viscosa)

### Osztály:Tremellomycetes

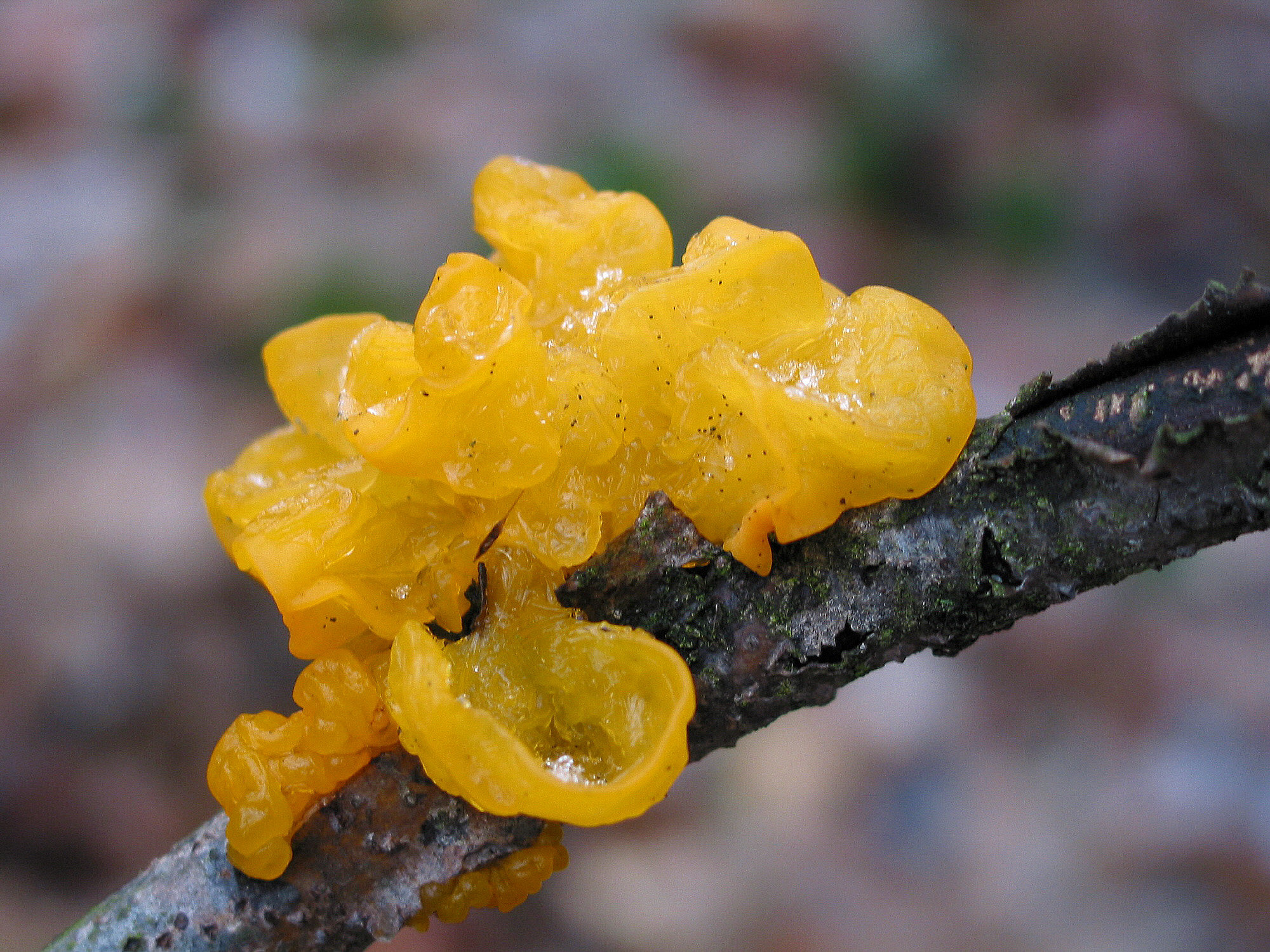
Aranyos rezgőgomba

#### Alosztály:Incertae sedis

##### Rend:Tremellales
- Család: Tremellaceae (rezgőgombafélék)
  - Fenyő-rezgőgomba (Tremella encephala)
  - Fodros rezgőgomba (Tremella foliacea)
  - Aranyos rezgőgomba (Tremella mesenterica)

### Osztály:Ustilaginomycetes

#### Alosztály:Ustilaginomycetidae

##### Rend:Ustilaginales
- Család: Ustilaginaceae (üszöggombafélék)
  - Kukoricaüszög (Ustilago maydis)